# Weinheim

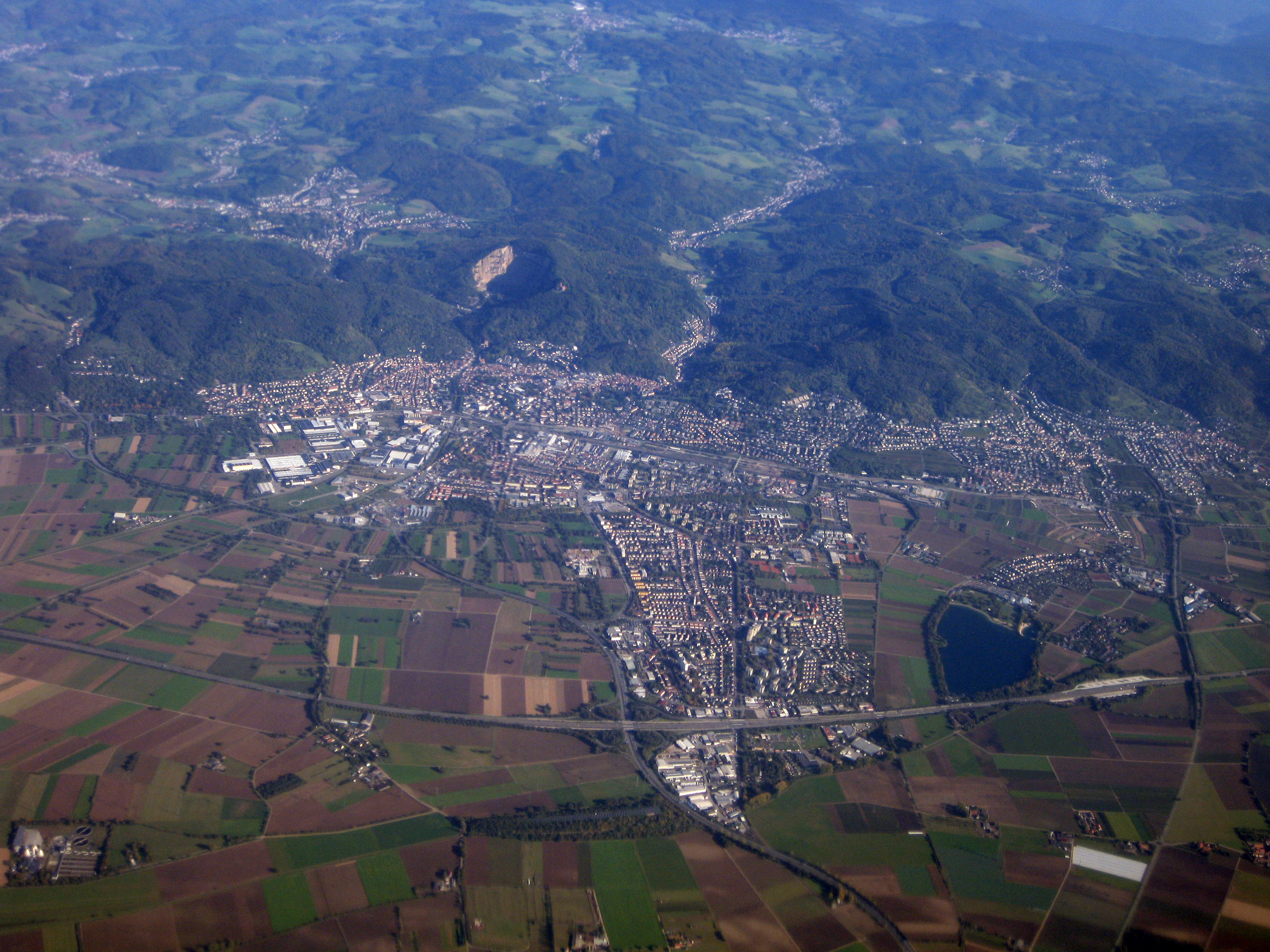
Luftbild von Westen aus

Weinheim (kurpfälzisch: Woinem) ist eine Mittelstadt im Nordwesten Baden-Württembergs. Sie liegt etwa 18 km nördlich von Heidelberg und etwa 15 km nordöstlich von Mannheim an der Badischen Bergstraße in der europäischen Metropolregion Rhein-Neckar. Weinheim ist die größte Stadt des Rhein-Neckar-Kreises und seit dem 1. April 1956 eine Große Kreisstadt. Wegen ihrer beiden Wahrzeichen, der Ruine Windeck und der Wachenburg, trägt sie den Beinamen „Zwei-Burgen-Stadt“. Bis 1803 war Weinheim Bestandteil der dann aufgelösten Kurpfalz; sprachlich gehört die Weinheimer Ortsmundart Woinemerisch zu den kurpfälzischen Dialekten.

## Geographie

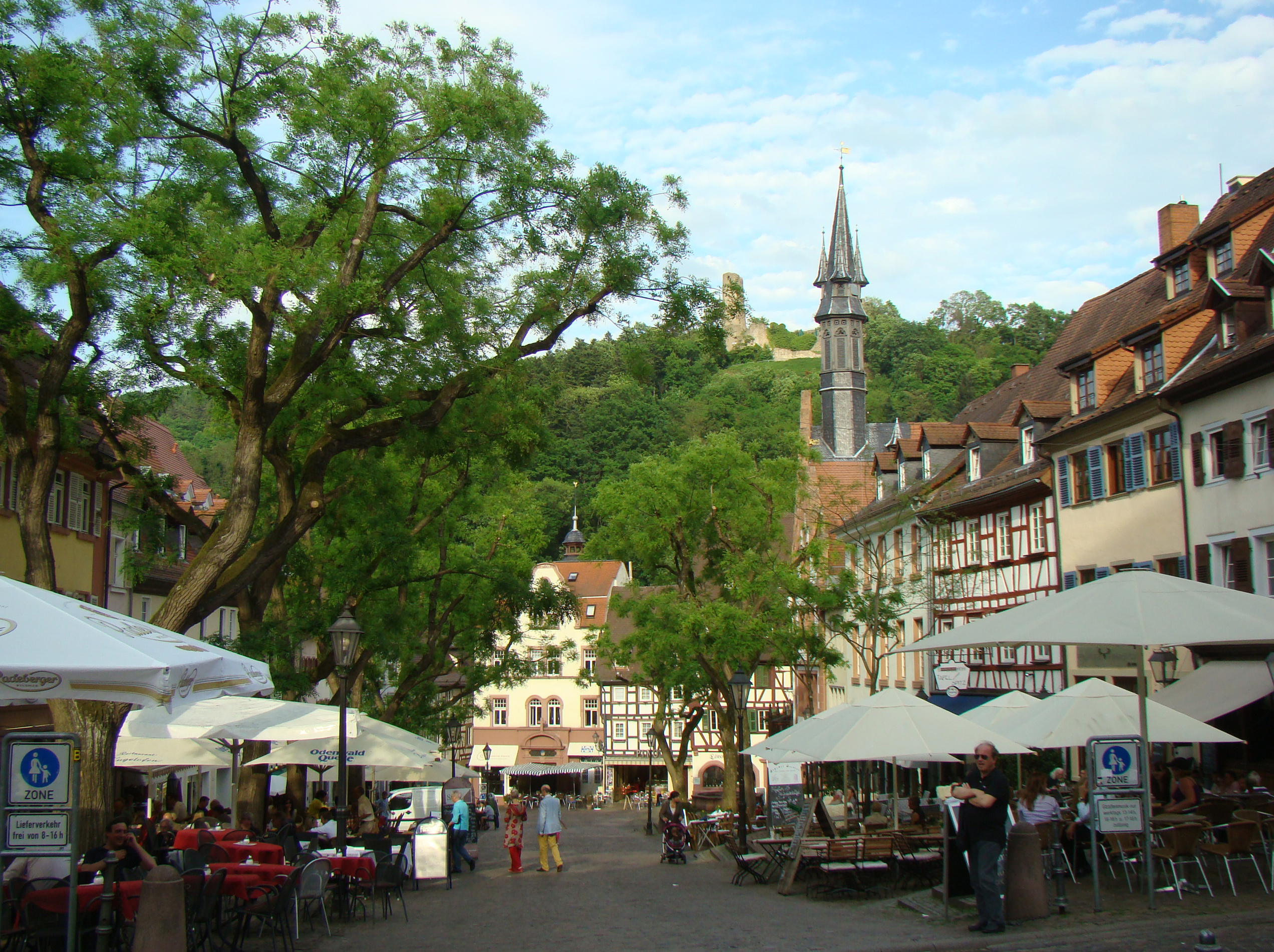
Marktplatz

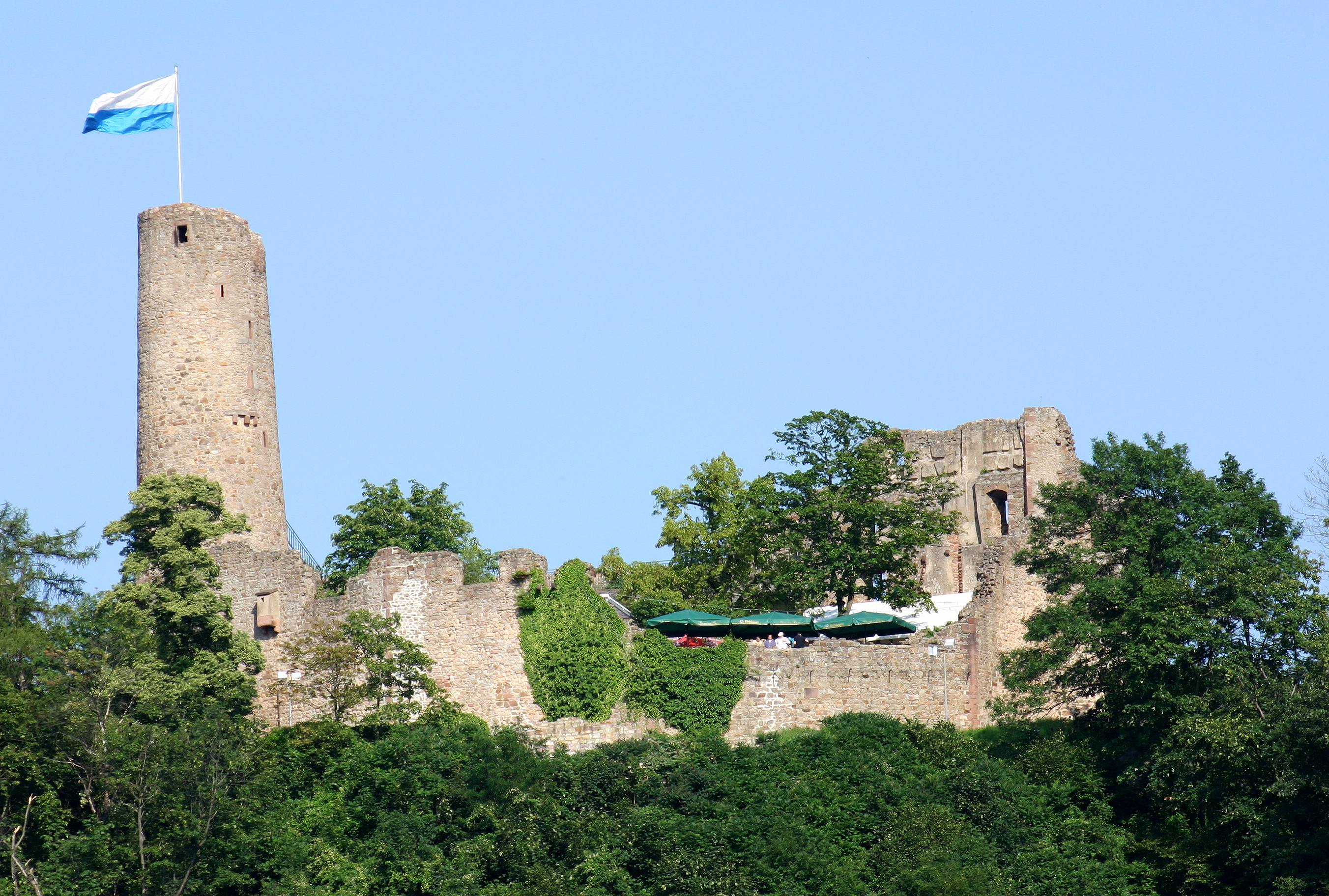
Burg Windeck

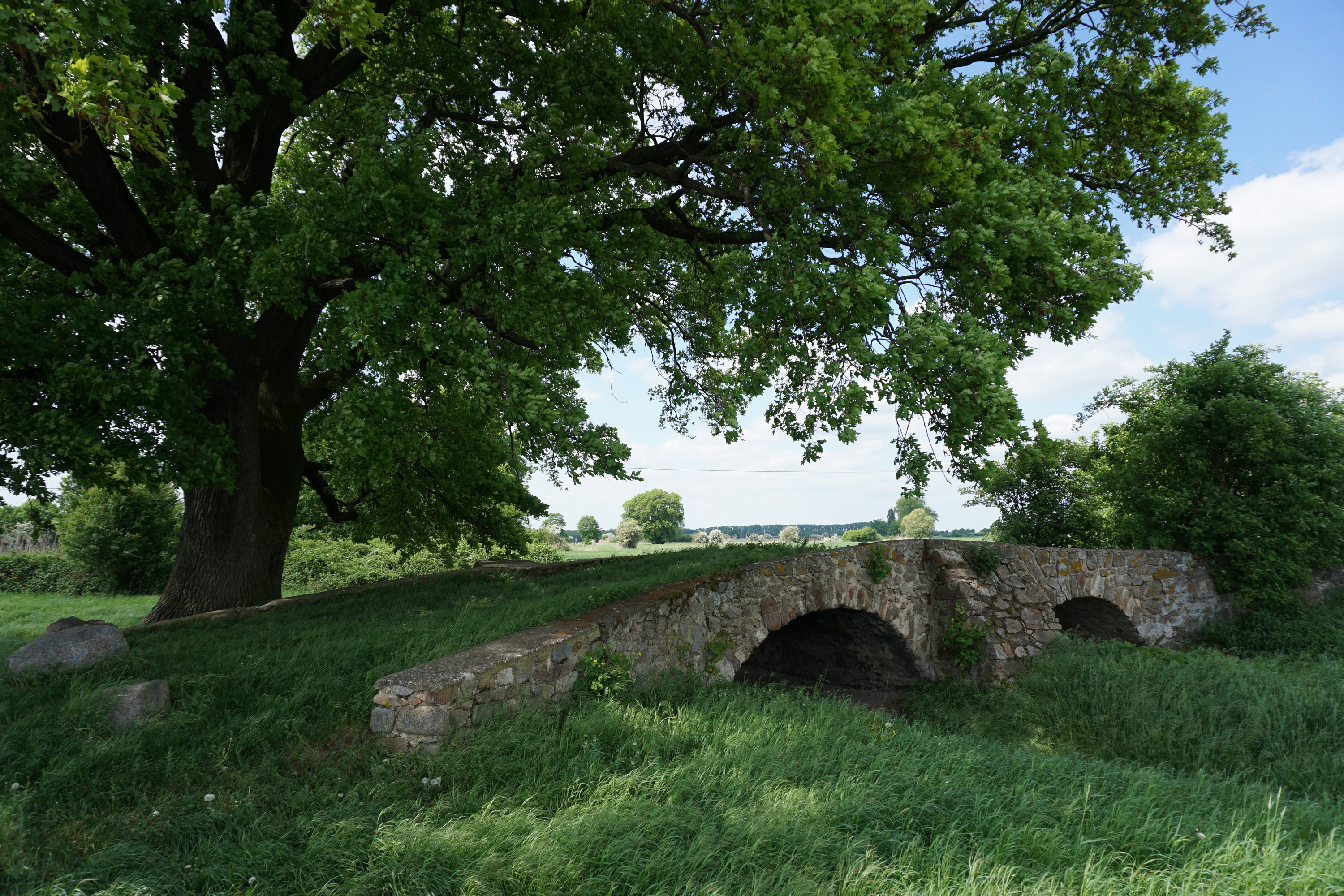
Römerbrücke bei Weinheim

### Lage und Naturraum
Weinheim liegt an der Badischen Bergstraße, in einer Einbuchtung am Westrand des an die Oberrheinische Tiefebene stoßenden Odenwaldes. Der alte Ortskern entstand am Austritt der Weschnitz und die Neustadt am Tal des Grundelbaches. Neuere Stadtteile entwickelten sich über den Schlossberg hinweg entlang der Bergstraße und hinaus in die Rheinebene.
Zwischen dem Weschnitz- und dem Grundelbachtal erhebt sich der 399,5 Meter hohe Wachenberg, nördlich davon der 345,7 Meter hohe Hirschkopf und der 348,2 Meter hohe Saukopf sowie südlich davon der 340 Meter hohe Geiersberg und der 323,8 Meter hohe Goldkopf. Noch etwas weiter südlich ist der 305,5 Meter hohe Bachberg. Die höchste Erhebung ist mit 524,9 Metern der Eichelberg im Stadtteil Oberflockenbach. Etwas westlich von diesem ist Weinheims zweithöchster Berg, der Steinberg mit 428,5 Meter. Die tiefste Stelle (97 Meter) Weinheims befindet sich in der Waidsiedlung im Nordwesten der Gemarkung.
Wegen der Lage an der Bergstraße herrscht in Weinheim ein mildes Klima. Im Vergleich zu anderen Gegenden Deutschlands blühen der Mandelbaum und andere Obstbäume viel früher im Jahresverlauf.
Die Gemarkung erstreckt sich über 5811 Hektar. Davon sind 24,2 % Siedlungs- und Verkehrsfläche, 42,9 % werden landwirtschaftlich genutzt und 30,0 % sind bewaldet.

### Nachbargemeinden
Folgende Städte und Gemeinden grenzen an die Stadt Weinheim. Sie werden im Uhrzeigersinn beginnend im Osten genannt:
Birkenau und Gorxheimertal (beide Landkreis Bergstraße in Hessen), Heiligkreuzsteinach, Wilhelmsfeld (über die Exklave Centwald), Schriesheim, Hirschberg an der Bergstraße und Heddesheim (alle Rhein-Neckar-Kreis), Viernheim (Landkreis Bergstraße) sowie Hemsbach (Rhein-Neckar-Kreis).

### Stadtgliederung
Die Stadt Weinheim besteht aus der Kernstadt und den zehn Stadtteilen Hohensachsen, Lützelsachsen, Oberflockenbach, Steinklingen, Wünschmichelbach, Rippenweier, Rittenweier, Heiligkreuz, Ritschweier und Sulzbach. Die Stadtteile bilden sechs Ortschaften im Sinne der baden-württembergischen Gemeindeordnung mit jeweils eigenem Ortschaftsrat und Ortsvorsteher als dessen Vorsitzendem, wobei die Stadtteile Oberflockenbach, Steinklingen und Wünschmichelbach zur Ortschaft Oberflockenbach und die Stadtteile Rippenweier, Rittenweier und Heiligkreuz zur Ortschaft Rippenweier zusammengefasst werden. Das gesamte Stadtgebiet wird zudem in sechs Wohnbezirke im Sinne der baden-württembergischen Gemeindeordnung gegliedert, wobei die Ortschaften Hohensachsen und Ritschweier zusammen einen Wohnbezirk bilden. Die restlichen Ortschaften sowie die Kernstadt bilden je einen Wohnbezirk.
- Zur Ortschaft Hohensachsen (2.691 Einwohner am 31. Dezember 2024[7]) gehört die Siedlung im Ritschweier Tal.
- Zur Ortschaft Lützelsachsen (5.734 Einwohner) gehört das Haus Kinder- u. Jugendheim Pilgerhaus.
- Zur Ortschaft Oberflockenbach (2.239 Einwohner) gehören der Weiler Steinklingen, das Dorf Wünschmichelbach und das Haus Daummühle.
- Zur Ortschaft Rippenweier (1.139 Einwohner) gehören der Weiler Rittenweier, die Orte Heiligkreuz und Hohert (Ferienheim) und das Haus Deisenklinge.
- Zur Ortschaft Ritschweier (292 Einwohner) gehört der Weiler Oberkunzenbach.
- Zur Ortschaft Sulzbach (2.763 Einwohner) gehört das Gehöft Sulzbacherhof.
- Zur Kernstadt Weinheim (30.716 Einwohner) gehören die Weiler Bertleinsbrücke und Weid und die Orte Weiler Nächstenbach, Nächstenbacher Berg, Ofling und Waid.

Im Gebiet der Ortschaft Lützelsachsen liegt die Wüstung Hege.

### Raumplanung
Weinheim ist ein Mittelzentrum im Bereich der Oberzentren Mannheim und Heidelberg. Zum Mittelbereich Weinheim gehören neben Weinheim die Städte und Gemeinden Hemsbach, Hirschberg an der Bergstraße und Laudenbach.

## Geschichte

### Von den Ursprüngen bis ins 20. Jahrhundert

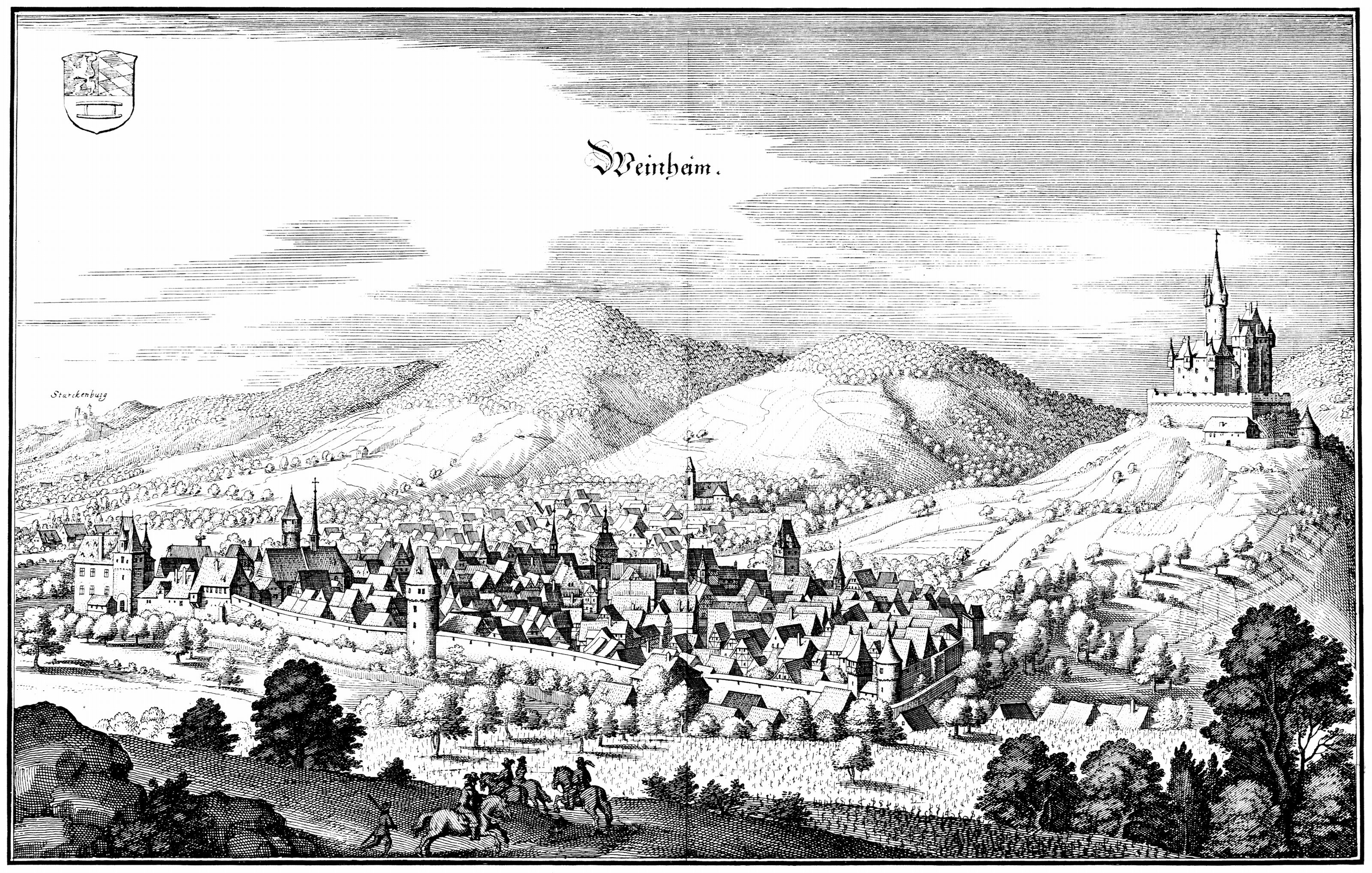
Stich von 1645

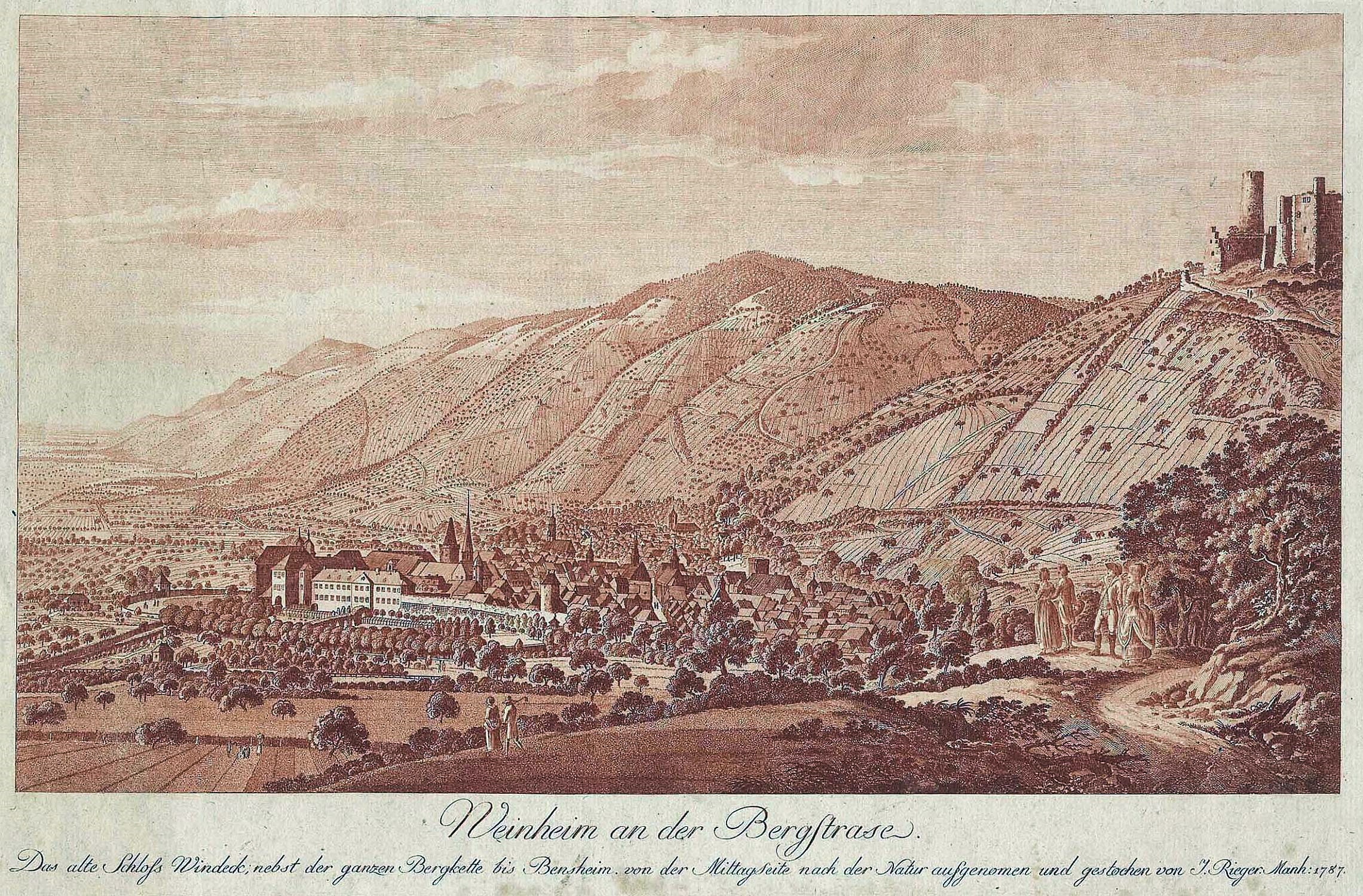
Stich von Johann Jakob Rieger, 1787

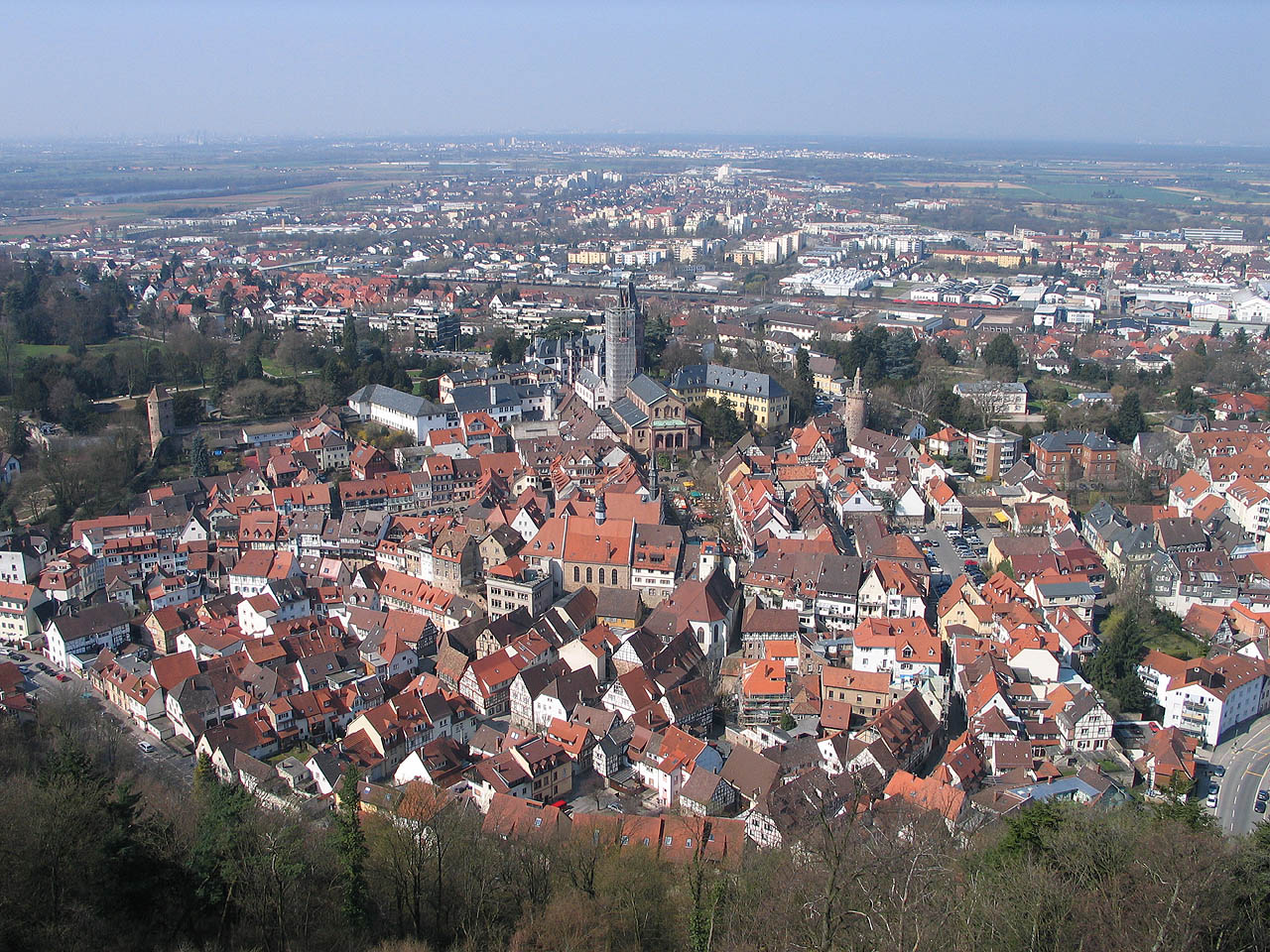
Heute als Altstadt bezeichnete mittelalterliche Neustadt

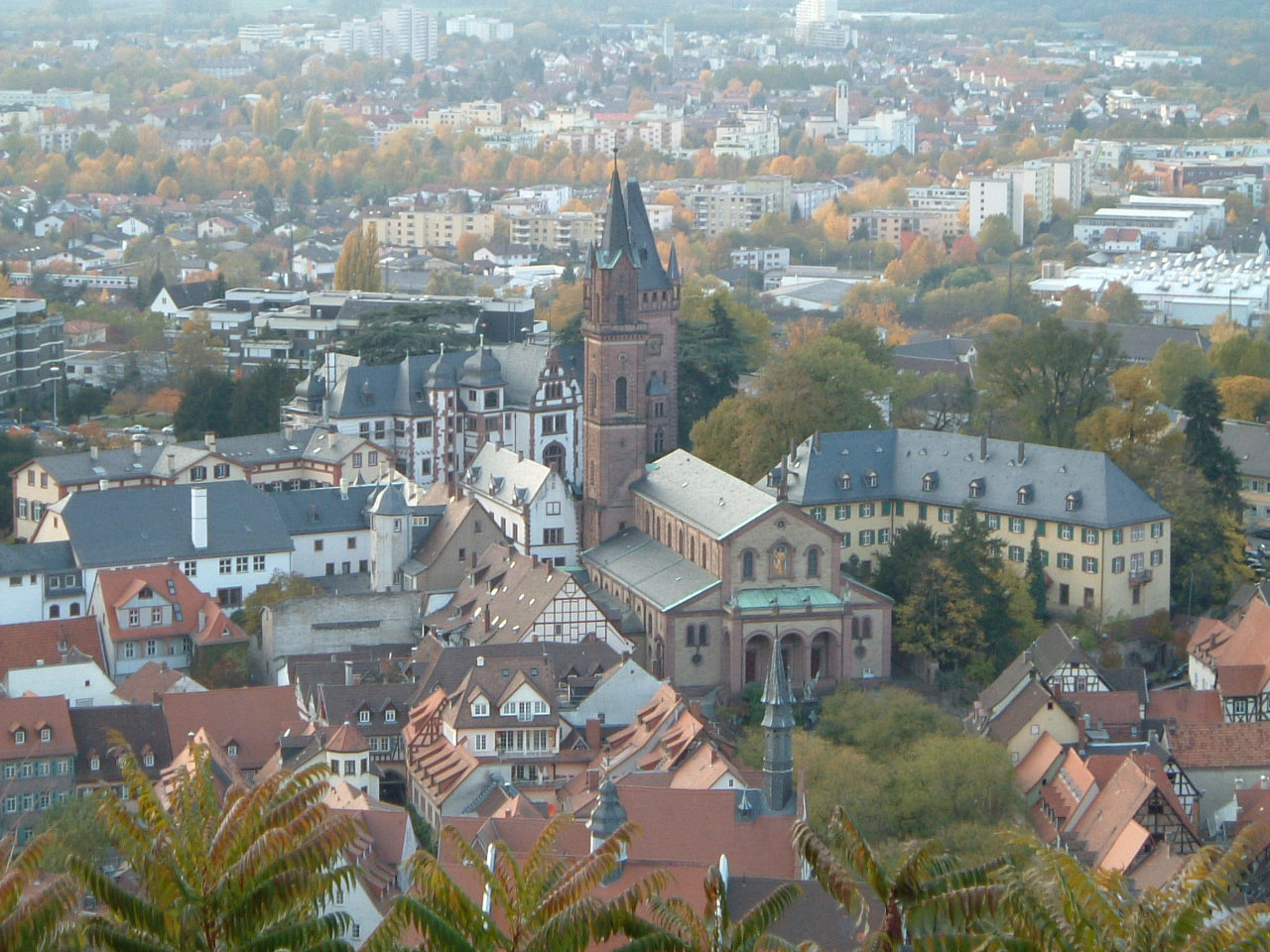
Schloss, Laurentiuskirche und ehemaliges Karmeliterkloster

755 n. Chr. war die erste urkundliche Erwähnung Winenheims im Lorscher Codex, dem Urkundenbuch des Klosters Lorsch. Der Name Weinheim kommt demnach nicht vom Wein, der in der Gegend angebaut wird, sondern von Winos Heim.
1000 n. Chr. verlieh Kaiser Otto III. Weinheim das Marktrecht, dem 1065 das Münzrecht folgte. Oberhalb des Ortes erbaute das Kloster Lorsch zur Sicherung seiner Besitzungen die Burg Windeck. Als Lorscher Vogt erhob Pfalzgraf Konrad Ansprüche auf Weinheim und die Burg. Nachdem 1232 das Lorscher Kloster dem Mainzer Bischof unterstellt worden war, kam es zu längeren Streitigkeiten zwischen Mainz und der Pfalz. Dies führte zu einem zweigeteilten Weinheim: Die Altstadt stand unter der Herrschaft der Erzbischöfe von Mainz. Um 1250 bauten aber die Pfalzgrafen aus dem seit 1214 regierenden Haus Wittelsbach – Initiator war entweder Otto II. der Erlauchte oder sein ab seinem Tod 1253 regierender Sohn Ludwig II. der Strenge – als Konkurrenz die Neustadt auf einer bisher unbesiedelten Terrasse über der Weschnitz auf. Die Neustadt bildet ihrerseits den Kern der heutigen, historischen Altstadt Weinheims.
Die Trennung in Alt- und Neustadt wurde im Hemsbacher Schiedsspruch von 1264 festgeschrieben: Die Neustadt, die hier erstmals als „Stadt“ bezeichnet wurde, und die Burg Windeck wurden dem Pfalzgrafen zugesprochen, die Altstadt blieb unter der Herrschaft von Mainz. 1308 ging in einem Gebietstausch auch die Altstadt auf die Pfalz über. Ab 1368 gehörte Weinheim zum unabtrennbaren Kerngebiet der Kurpfalz und unterstand seit Ende des 14. Jahrhunderts dem Oberamt Heidelberg. 1454 wurden die bis dahin verwaltungstechnisch immer noch getrennten Gebiete der Altstadt und der Neustadt zu einer Stadt vereinigt.
Im 17. Jahrhundert wurde Weinheim im Dreißigjährigen Krieg, im Holländischen Krieg und im Pfälzischen Erbfolgekrieg mehrfach von fremden Truppen erobert und die Burg Windeck zerstört.
1698 verlegte Kurfürst Johann Wilhelm für zwei Jahre seinen Hof, die Heidelberger Universität und die kurfürstliche Münzstätte und Druckerei nach Weinheim. Die Pläne, die einen großzügigen Ausbau des Weinheimer Schlosses vorsahen, wurden allerdings nicht verwirklicht.

1803 wurde die Kurpfalz aufgelöst, und Weinheim gelangte zu Baden, wo es Sitz eines Bezirksamtes wurde. Während der Badischen Revolution 1848 unterbrachen Weinheimer Revolutionäre die Bahnstrecke Frankfurt am Main–Heidelberg der Main-Neckar-Eisenbahn-Gesellschaft in Höhe der heutigen OEG-Haltestelle Rosenbrunnen, um zu verhindern, dass mit der Bahn Truppen gegen den Struve-Putsch in Stellung gebracht wurden. Ein Zug entgleiste. 33 Weinheimer wurden daraufhin angeklagt. 

### 1900 bis zum Ende des Zweiten Weltkrieges
Politisch waren seit der Reichsgründung 1871 die Nationalliberalen die stärkste Strömung, ehe sie Anfang des 20. Jahrhunderts von den Sozialdemokraten abgelöst wurden. Bei der Reichstagswahl 1912 erzielte der sozialdemokratische Kandidat 49,7 % in der Stadt.
In der Weimarer Republik blieb die SPD zunächst stärkste Partei, büßte jedoch bald Stimmen ein: Im Januar 1919 entschieden sich 59,2 % der Wähler für die Sozialdemokraten; im Juni 1920 waren es 33,2 %. Der KPD gelang es im Juli 1932, mit 19,5 % mehr Stimmen als die SPD (19,3 %) zu erzielen. Die KPD konnte im Gegensatz zu anderen Orten in Weinheim eine kontinuierlich arbeitende Führung aufbauen. Das Ortskartell des Allgemeinen Deutschen Gewerkschaftsbundes war 1927 eines der wenigen in Baden, das von Kommunisten dominiert wurde. Eine Ortsgruppe der Nationalsozialisten bestand bereits vor Oktober 1923. Nach dem vorübergehenden Verbot der NSDAP wurde die Ortsgruppe im Juni 1925 neu gegründet und entwickelte sich unter Führung des späteren badischen Ministerpräsidenten Walter Köhler zur drittgrößten Ortsgruppe in Baden. 1928 gehörten 250 von gut 2400 badischen Nationalsozialisten der Weinheimer Ortsgruppe an. Bei Wahlen erzielte die NSDAP stets überdurchschnittliche Ergebnisse und wurde bei den Landtagswahlen 1929 mit 26,7 % (Land Baden 7 %) erstmals stärkste Partei. Nach der nationalsozialistischen „Machtergreifung“ erhielt die NSDAP im März 1933 46,2 % und die KPD 19,1 % der Stimmen.
Am 2. Mai 1933, unmittelbar nach dem „Tag der nationalen Arbeit“, wurden auch in Weinheim die Gewerkschaftshäuser besetzt. Das Gewerkschaftsvermögen wurde beschlagnahmt und hohe Gewerkschaftsfunktionäre inhaftiert. Die Gewerkschaften sollten in die nationalsozialistische Deutsche Arbeitsfront überführt werden. Auch das Büro des Deutschen Lederarbeiterverbandes im Volkshaus in der Lindenstraße, heute Gaststätte Eulenspiegel, wurde vom Kreisleiter der NS-Betriebszellenorganisation Kurt Niceus und der SS besetzt. Während der Besetzung erhängte sich der damalige Geschäftsführer des Lederarbeiterverbandes, Michael Jeck (1882–1933) aus Nieder-Liebersbach (Birkenau/Odenwald). Die NS-Führung und mit ihr das Weinheimer Tageblatt versuchte unter anderem in einem Bericht vom 8. Mai 1933 den Selbstmord als die Folge der Aufdeckung von Betrügereien des Opfers darzustellen. Jeck war das erste Todesopfer des Nationalsozialismus in Weinheim. Im Jahr 1938 wurden hier die Badischen Turnmeisterschaften ausgetragen.
1936 wurde das Bezirksamt Weinheim aufgelöst und mit dem Bezirksamt Mannheim vereinigt, woraus 1938 der Landkreis Mannheim entstand, bevor dieser zum 1. Januar 1973 im Rahmen der Kreisreform aufgelöst und Bestandteil des Rhein-Neckar-Kreises wurde.
Die Einwohnerzahl der Stadt Weinheim überschritt 1943 die 20.000-Grenze. Daher wurde Weinheim bereits mit Inkrafttreten der baden-württembergischen Gemeindeordnung am 1. April 1956 kraft Gesetzes zur Großen Kreisstadt erklärt.

### 1945 bis in die Gegenwart
In den „Wirtschaftswunder“-Jahren der Nachkriegszeit veränderte sich das Gesicht der Stadt durch Erschließung neuer Wohngebiete, das Aufkommen neuer Industriezweige und Eingemeindung umliegender Ortschaften. Politisch wechselten sich die beiden Volksparteien CDU und SPD in der Dominanz ab, die SPD war entsprechend der linken und sozialdemokratischen Tradition der Stadt fast immer stärker als im baden-württembergischen Durchschnitt. Auch die FDP erzielte oft überdurchschnittliche Wahlergebnisse.

### Eingemeindungen
Folgende Gemeinden wurden nach Weinheim eingegliedert:
- 1. Mai 1972: Oberflockenbach[18]
- 1. Juni 1972: Sulzbach[18]
- 1. Juli 1972: Rippenweier[18]
- 1. August 1972: Ritschweier[18]
- 1. Januar 1973: Hohensachsen, Lützelsachsen[18]

### Einwohnerentwicklung

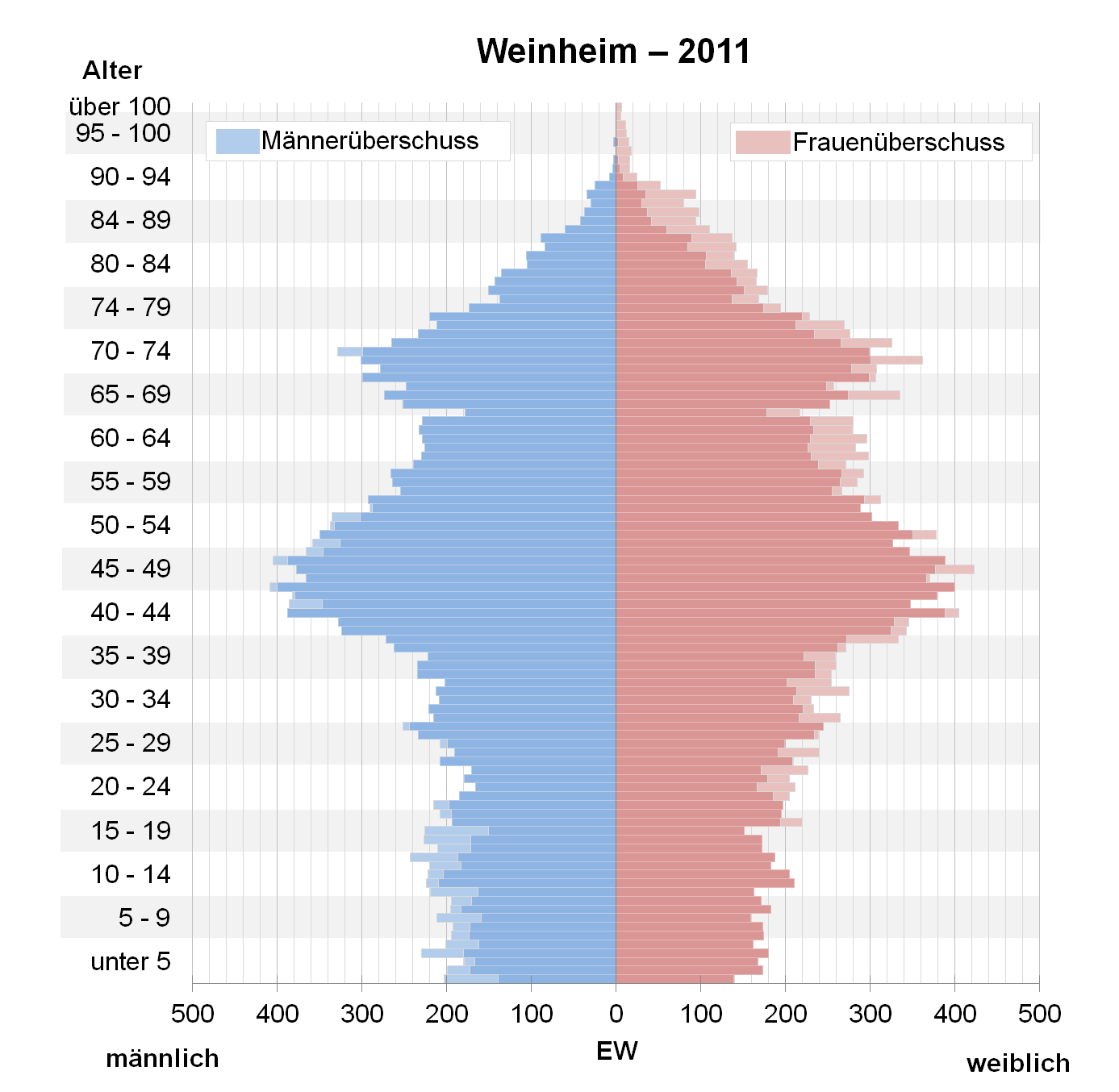
Bevölkerungspyramide für Weinheim (Datenquelle: Zensus 2011)

Einwohnerzahlen nach dem jeweiligen Gebietsstand. Die Zahlen sind Schätzungen, Volkszählungsergebnisse (¹) oder amtliche Fortschreibungen der jeweiligen Statistischen Ämter (nur Hauptwohnsitze).
| Jahr / Datum       | Einwohner |
| 1439               | 1.780     |
| 1774               | 1.774     |
| 1812               | 4.039     |
| 1830               | 5.000     |
| 1858               | 5.805     |
| 1859               | 5.929     |
| 1. Dezember 1871   | 6.350     |
| 1. Dezember 1880 ¹ | 7.159     |
| 1. Dezember 1890 ¹ | 8.243     |
| 1. Dezember 1900 ¹ | 11.167    |
| 1. Dezember 1910 ¹ | 14.170    |
| 8. Oktober 1919 ¹  | 14.550    |
| 16. Juni 1925 ¹    | 15.793    |
| 16. Juni 1933 ¹    | 17.486    |
| 17. Mai 1939 ¹     | 18.561    |

| Jahr / Datum         | Einwohner |
| Dezember 1945 ¹      | 19.944    |
| 13. September 1950 ¹ | 25.199    |
| 6. Juni 1961 ¹       | 27.859    |
| 27. Mai 1970 ¹       | 29.670    |
| 31. Dezember 1975    | 41.005    |
| 31. Dezember 1980    | 41.654    |
| 25. Mai 1987 ¹       | 41.934    |
| 31. Dezember 1990    | 42.241    |
| 31. Dezember 1995    | 42.812    |
| 31. Dezember 2000    | 42.520    |
| 31. Dezember 2005    | 43.417    |
| 31. Dezember 2010    | 43.014    |
| 31. Dezember 2015    | 44.928    |
| 31. Dezember 2020    | 45.497    |
| 31. Dezember 2021    | 45.321    |
| 31. Dezember 2022    | 45.417    |
| 31. Dezember 2023    | 45.524    |
| 31. Dezember 2024    | 45.574    |

¹ Volkszählungsergebnis

## Religionen
Weinheim gehörte zunächst zum Bistum Worms und war Sitz eines Dekanats. Wie in der gesamten Kurpfalz, so wurde auch in Weinheim die Reformation eingeführt, allerdings erst spät 1556 durch Kurfürst Ottheinrich; Ottheinrich war überzeugter Lutheraner. Nachdem er schon 1559 verstorben war, wandte sich sein Nachfolger Friedrich III jedoch dem Calvinismus zu, so dass das lutherische Bekenntnis auch in Weinheim recht schnell wieder verschwand. Ab 1689 wurde wieder eine lutherische Gemeinde gegründet. Da die Kurpfalz ab 1685 auch wieder katholische Herrscher hatte, konnten auch die Katholiken in Weinheim wieder Fuß fassen. Ihr Anteil an der Gesamtbevölkerung betrug 1689 etwa zwei Siebtel.
Nach dem Übergang an das Großherzogtum Baden 1806 erfolgte 1821 die Vereinigung beider protestantischen Gemeinden zu einer unierten Gemeinde. Weinheim wurde Sitz eines Dekanats. Der zugehörige Kirchenbezirk heißt heute Kirchenbezirk Neckar-Bergstraße und umfasst 19 Kirchengemeinden, darunter folgende Kirchengemeinden im Stadtgebiet Weinheims: Kirchengemeinden Johannis, Weststadt (Markuskirche) und Peterskirche, Kirchengemeinde Lützelsachsen, Kirchengemeinde Hohensachsen, Kirchengemeinde Heiligkreuz-Oberflockenbach. Die Paul-Gerhardt-Kirche in Sulzbach gehört zur Reformationsgemeinde Hemsbach und Sulzbach.
Die katholische Gemeinde gehörte zunächst weiterhin zum Bistum Worms, nach dessen Auflösung zum Generalvikariat Bruchsal, bevor sie 1821/27 Teil des neu gegründeten Erzbistums Freiburg wurde. Weinheim wurde wieder Sitz eines Dekanats. 2008 fusionierte es mit Heidelberg zum Dekanat Heidelberg-Weinheim. Die Pfarrgemeinden Weinheims St. Laurentius, St. Marien, Herz Jesu (mit Filiale Sulzbach), und St. Jakobus Hohensachsen bilden zusammen mit der Pfarrgemeinde St. Johannes Baptist im benachbarten Leutershausen (Gemeinde Hirschberg an der Bergstraße) mit der Filialgemeinde Herz Jesu Oberflockenbach-Rippenweier mit der Herz-Jesu-Kirche die Seelsorgeeinheit Weinheim. Darüber hinaus betreibt der Verein Aktion Leben in Oberflockenbach eine Kapelle, die von Priestern der Priesterbruderschaft St. Petrus betreut wird.
Seit 1298 gab es immer wieder vereinzelt Juden in Weinheim. Im 19. Jahrhundert bildete sich eine größere Gemeinde heraus, insbesondere durch den Zuzug aus kleineren Landgemeinden in die Stadt, die ihren Höhepunkt 1905 mit 192 Mitgliedern erreichte. Die Mehrzahl der 168 Juden, die 1933 in Weinheim lebten, wanderte aufgrund der nationalsozialistischen Verfolgungen rasch aus, insbesondere in die USA, oder zog in Großstädte. Die Synagoge wurde während der Novemberpogrome 1938 von der SA geschändet und demoliert, anschließend gesprengt. Eine Gedenktafel in der Ehret-Straße erinnert an dieses Geschehen. Die verbliebenen 47 Weinheimer Juden wurden 1940 im Rahmen der Wagner-Bürckel-Aktion nach Gurs deportiert. Viele starben dort oder wurden später im KZ Auschwitz ermordet. 2007/2008 wurde durch den Förderkreis des Museums Weinheim e. V. eine Online-Datenbank „Jüdische Spuren in Weinheim“ aufgebaut und im November 2008 der Öffentlichkeit zugänglich gemacht.
Neben den beiden großen Kirchen gibt es in Weinheim heute auch Freikirchen und Gemeinden, darunter eine Evangelisch-Freikirchliche Gemeinde (Baptisten), die Liebenzeller Gemeinde Weinheim, eine Gemeinde der Siebenten-Tags-Adventisten (Adventgemeinde). Auch die Zeugen Jehovas und die Neuapostolische Kirche sind in Weinheim vertreten. Muslimische Vereine und Gruppen unterhalten die Türkiyem-Mevlana-Moschee, die zum Dachverband DITIB gehört.

## Politik

### Gemeinderat
Der Gemeinderat der Stadt Weinheim hat normalerweise 32 Mitglieder, die für fünf Jahre direkt gewählt werden und den Titel „Stadtrat“ führen. Gewählt wird in Unechter Teilortswahl, wodurch der Kernstadt (21 Sitze) sowie den Ortsteilen Lützelsachsen (4), Hohensachsen/Ritschweier (2), Oberflockenbach (2), Sulzbach (2) und Rippenweier (1) eine festgelegte Anzahl von Sitzen zugesichert ist. Hinzu kommt der Oberbürgermeister als stimmberechtigter Vorsitzender des Gemeinderats.
Es ergaben sich bei der letzten Wahl am 9. Juni 2024 sieben Ausgleichssitze.
| Partei / Liste | Prozent       | Sitze   |
| Freie Wähler   | 26,5 % (+5,0) | 11 (+3) |
| CDU            | 21,7 % (+0,3) | 9 (+1)  |
| Grüne          | 20,0 % (−5,8) | 8 (−3)  |
| SPD            | 16,4 % (+0,1) | 7 (+1)  |
| FDP            | 5,5 % (−0,9)  | 2 (±0)  |
| WMD            | 5,2 % (±0,0)  | 2 (+2)  |
| Die Linke      | 4,6 % (−2,2)  | 2 (±0)  |

Die Wahlbeteiligung lag bei 61,85 % (+1,45).

### Bürgerentscheide
In Weinheim gab es bisher drei Bürgerentscheide.
Am 22. März 1981 stimmten 9406 Wahlberechtigte gegen ein Hotelbau-Projekt am Waidsee. Nur 4315 stimmten dafür. Die Wahlbeteiligung lag bei 45 %. Die erforderliche Stimmenzahl für die Gültigkeit des Entscheids lag bei 9175 Stimmen und wurde deutlich überschritten. Hauptargument der Hotelgegner war die Sorge um den Freizeit- und Erholungswert des Sees.
Am 22. September 2013 ging es um die Frage: „Sind Sie dafür, dass im Bereich „Breitwiesen“ die Ausweisung von Gewerbeflächen unterbleibt, das heißt, dass die bisherige Ausweisung von Gewerbeflächen im Gebiet „Hammelsbrunnen“ erhalten bleibt?“ Dem Bürgerentscheid ging eine langwierige Auseinandersetzung zwischen dem örtlichen Bauernverband und der Bürgerinitiative Breitwiesen mit der Stadtverwaltung und fast dem gesamten Gemeinderat voraus. Von letztgenannten wurde ein aufwändiges Bürgerratsverfahren durchgeführt. Doch die Abstimmung endete überraschend deutlich zu Gunsten der Bürgerinitiative. 13144 (38,33 %) Wahlberechtigte stimmten mit ja, 9748 (28,43 %) mit nein.
Am 9. Juni 2024 wurde über das „Bürgerbegehren gegen Hotel und Parkhaus am Waidsee“ abgestimmt. 61,58 % der Wahlberechtigten beteiligten sich. Im Ergebnis stimmten 50,94 % gegen ein Parkhaus und Hotel am Waidsee. 49,06 % stimmten für Parkhaus und Hotel. Die Abstimmung war damit denkbar knapp und unterschied sie absolut nur um 392 Stimmen.

### Volksabstimmungen
Am 10. Dezember 1951 fand die Volksabstimmung über den Südweststaat statt. In Weinheim stimmten 70 % für die Vereinigung von Baden mit Württemberg. Die Wahlbeteiligung lag bei 72,2 %.
Am 7. Juni 1970 gab es einen Volksentscheid der Bevölkerung in Baden darüber, ob es weiter mit Württemberg ein Bundesland sein soll oder eigenständig. Bei einer Wahlbeteiligung von 62,5 % entschieden sich 81,9 % für Baden-Württemberg und nur 18,1 % für ein eigenständiges Baden.
Am 27. November 2011 fand die Volksabstimmung zu Stuttgart 21 im Land Baden-Württemberg statt. Gegenstand der Volksabstimmung war die Gesetzesvorlage der Landesregierung „S 21-Kündigungsgesetz“, die die Rücknahme der Landesbeteiligung an der Projektfinanzierung vorsah. Landesweit hat eine Mehrheit von 58,9 % gegen die Gesetzesvorlage und damit für den Beibehalt der Landesfinanzierung des Projektes gestimmt.
In Weinheim stimmten 6045 Personen (50,65 %) mit „Ja“ und 5889 (49,35 %) mit „Nein“.

### Bürgermeister
An der Spitze der Stadt steht der Bürgermeister, seit 1. April 1956 Oberbürgermeister, der von der Bevölkerung auf acht Jahre direkt gewählt wird. Sein ständiger Vertreter ist der „Erste Beigeordnete“ mit der Amtsbezeichnung „Erster Bürgermeister“.
| - 1805–1807: Alexander Büchler - 1807–1817: Adam Leist - 1817–1829: Johann Gottlieb Leisering - 1829–1838: Albert Ludwig Grimm - 1838–1844: Philipp Kraft - 1844–1870: Friedrich Daniel Weisbrod - 1870–1872: Georg Peter Köhler II - 1872–1881: Johann Heinrich Fild - 1881–1885: Hermann Haas - 1885–1912: Heinrich Ehret | - 1912–1920: Karl Alexander Wettstein - 1920–1938: Joseph Huegel - 1938–1945: Reinhold Bezler - 1945: Richard Freudenberg - 1945–1948: Wilhelm Brück - 1948–1966: Rolf Engelbrecht - 1966–1986: Theo Gießelmann - 1986–2002: Uwe Kleefoot (SPD) - 2002–2018: Heiner Bernhard (SPD) - seit 2019: Manuel Just |

Zum Nachfolger von Heiner Bernhard wurde im Juni 2018 Manuel Just (parteilos) gewählt, seit 2007 Bürgermeister der Nachbargemeinde Hirschberg. Aufgrund einer Wahlanfechtung konnte er sein Amt in Weinheim jedoch erst im Mai 2019 antreten und blieb bis dahin Bürgermeister in Hirschberg.

### Wappen
Die Blasonierung des Wappens lautet: „Durch eine eingebogene goldene Spitze, darin eine rote Weinleiter (Raste), geteilt, vorn in Schwarz ein linksgewendeter rot bewehrter, rot bezungter und rot gekrönter goldener Löwe, hinten von Silber und Blau schräggerautet.“
Die rote Weinleiter erscheint bereits im ältesten Stadtsiegel, von dem ein Abdruck aus dem Jahre 1337 erhalten ist. Es stimmt überein mit dem Wappen der Adelsfamilie Swende, die damals in Weinheim begütert war (vgl. Josef Fresin, Geschichte der Stadt Weinheim. 2. Auflage 1982, S. 9–10). Die Weinleiter spielt als sogenanntes redendes Bild auf den ersten Teil des Ortsnamens Weinheim an, obwohl sich der Ortsname nicht von Wein, sondern vom fränkischen Personennamen Wino, Freund, herleitet. Der Pfälzer Löwe und die Wittelsbacher Rauten erinnern an die 550-jährige Zugehörigkeit Weinheims zur Kurpfalz. Die heute übliche Form und Farbgebung des Wappens wurde 1899 festgelegt.

### Städtepartnerschaften
Weinheim unterhält mit folgenden Städten Gemeindepartnerschaften:
- Cavaillon im Département Vaucluse, Frankreich, seit 1958
- Lutherstadt Eisleben in Sachsen-Anhalt, seit 1990
- Imola in der Emilia-Romagna, Italien, seit 1991
- Ramat Gan in Israel seit 1999

In den 1970er Jahren wurden Partnerschaften zwischen französischen Gemeinden und zwei ehemals selbständigen Stadtteilen geschlossen: Lützelsachsen wurde Partnergemeinde von Varces-Allières-et-Risset im Département Isère und Hohensachsen wurde Partnergemeinde von Anet im Département Eure-et-Loir.

## Kultur und Sehenswürdigkeiten

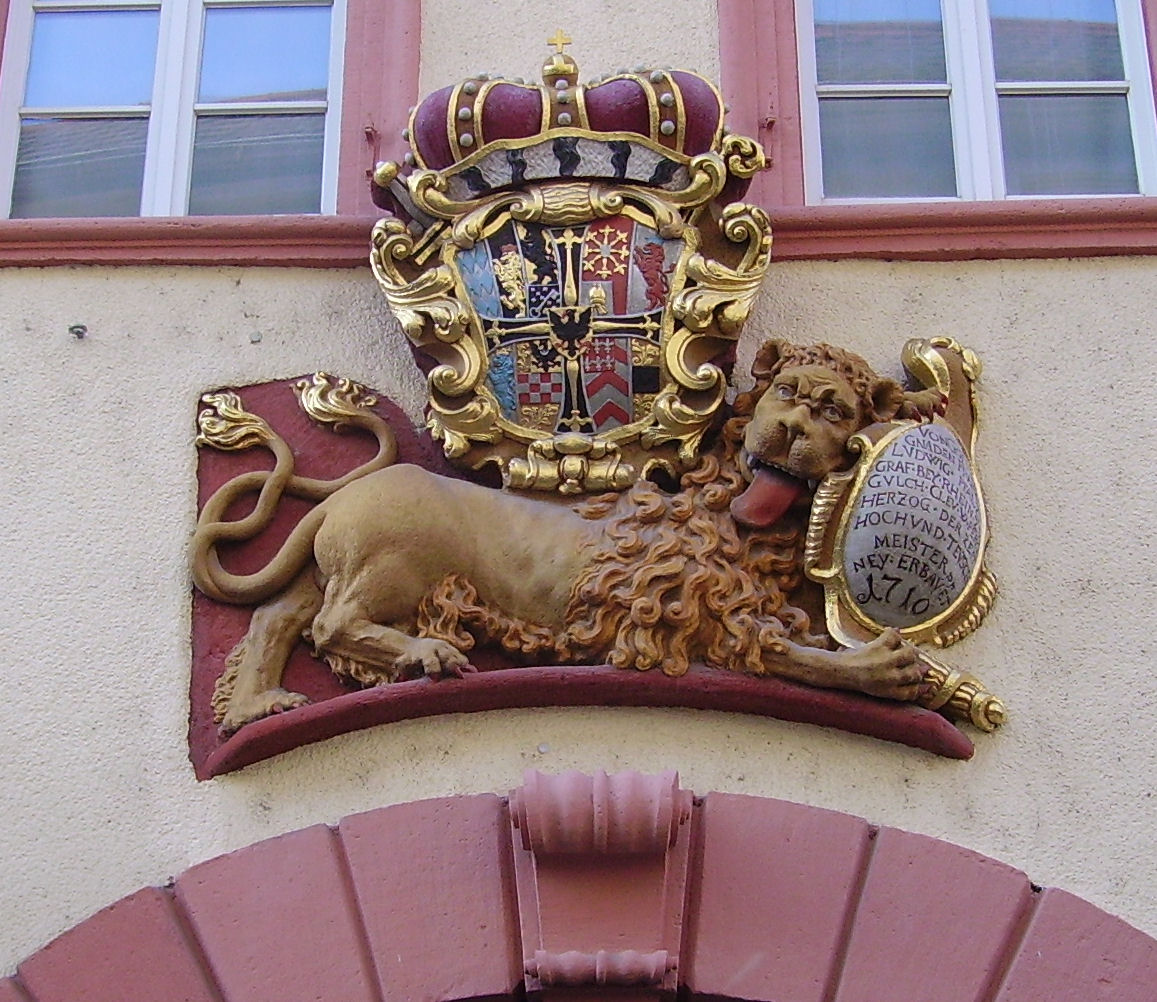
Wappen von Franz Ludwig von Pfalz-Neuburg am Deutschordenshaus

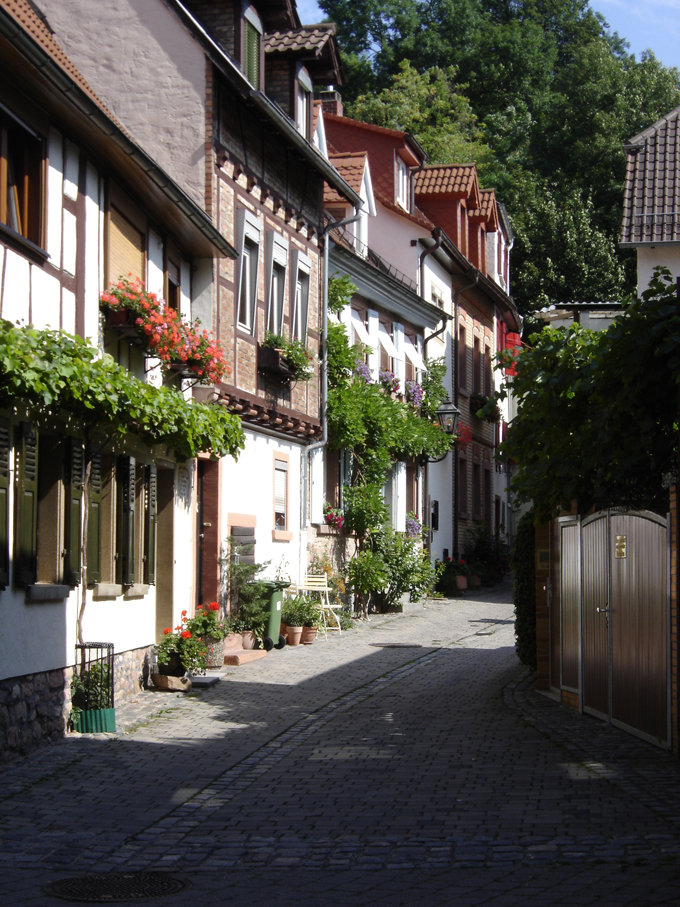
Typische Gasse in der Weinheimer Altstadt

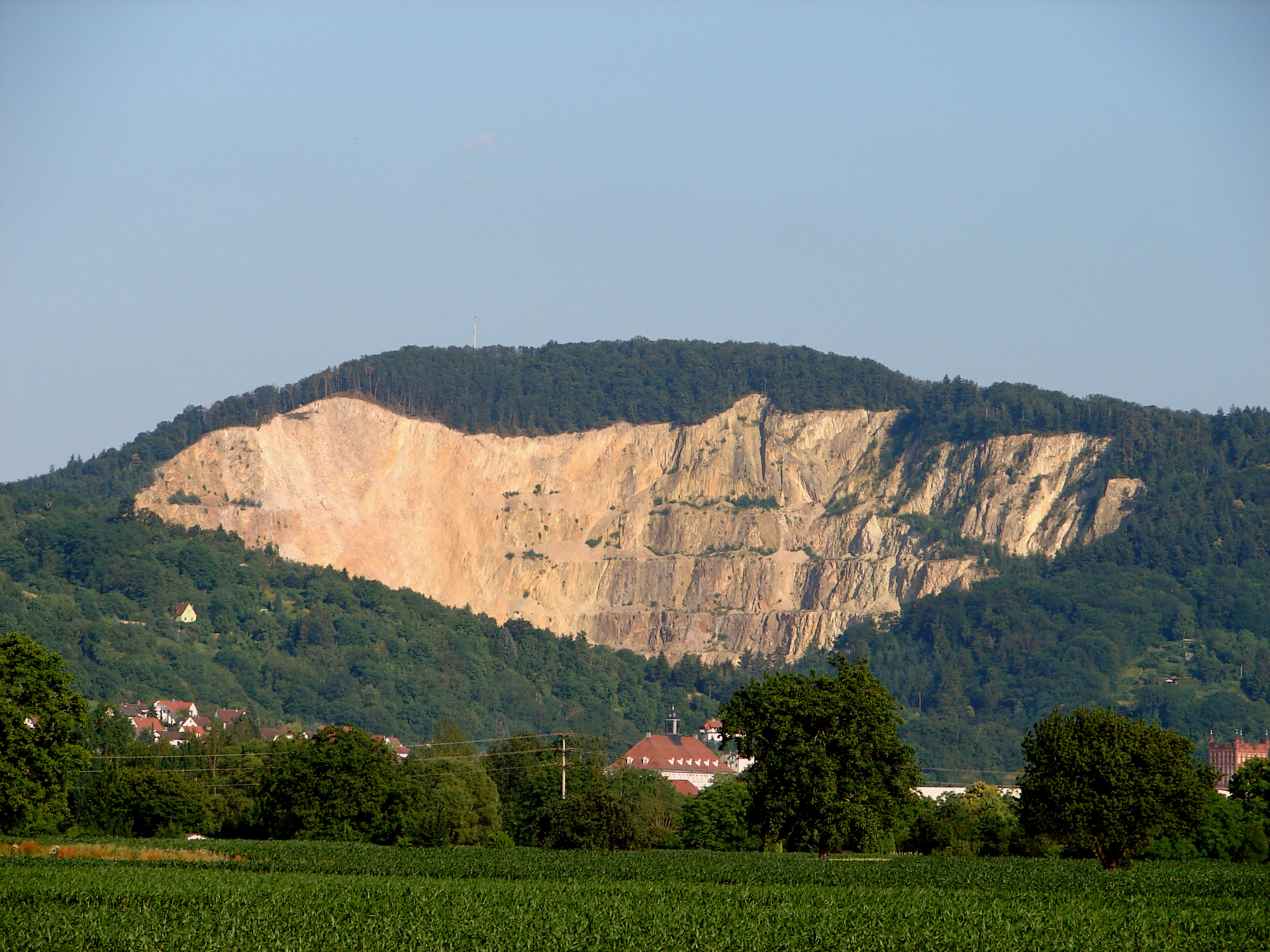
Blick von Sulzbach auf den Weinheimer Steinbruch

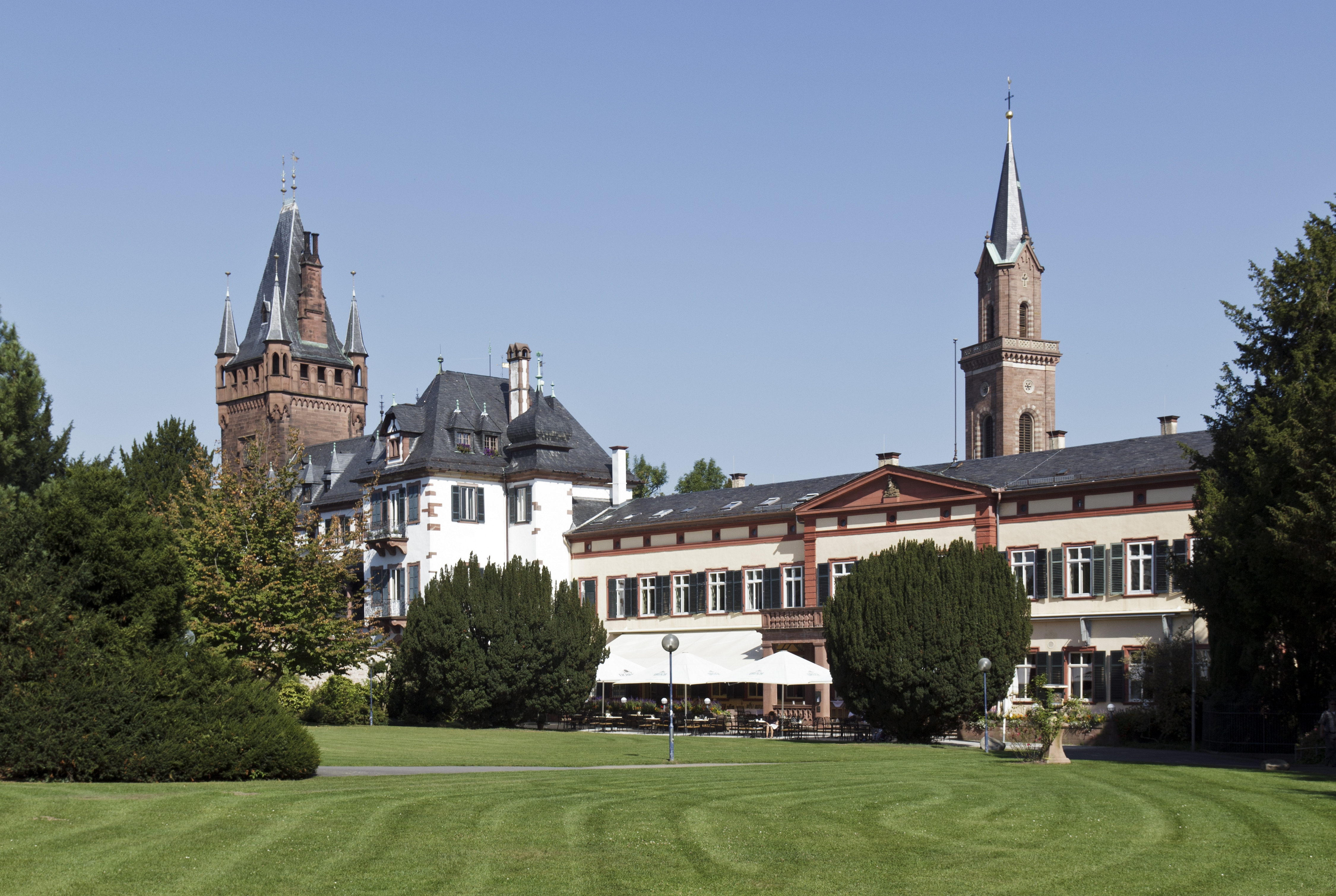
Weinheimer Schloss

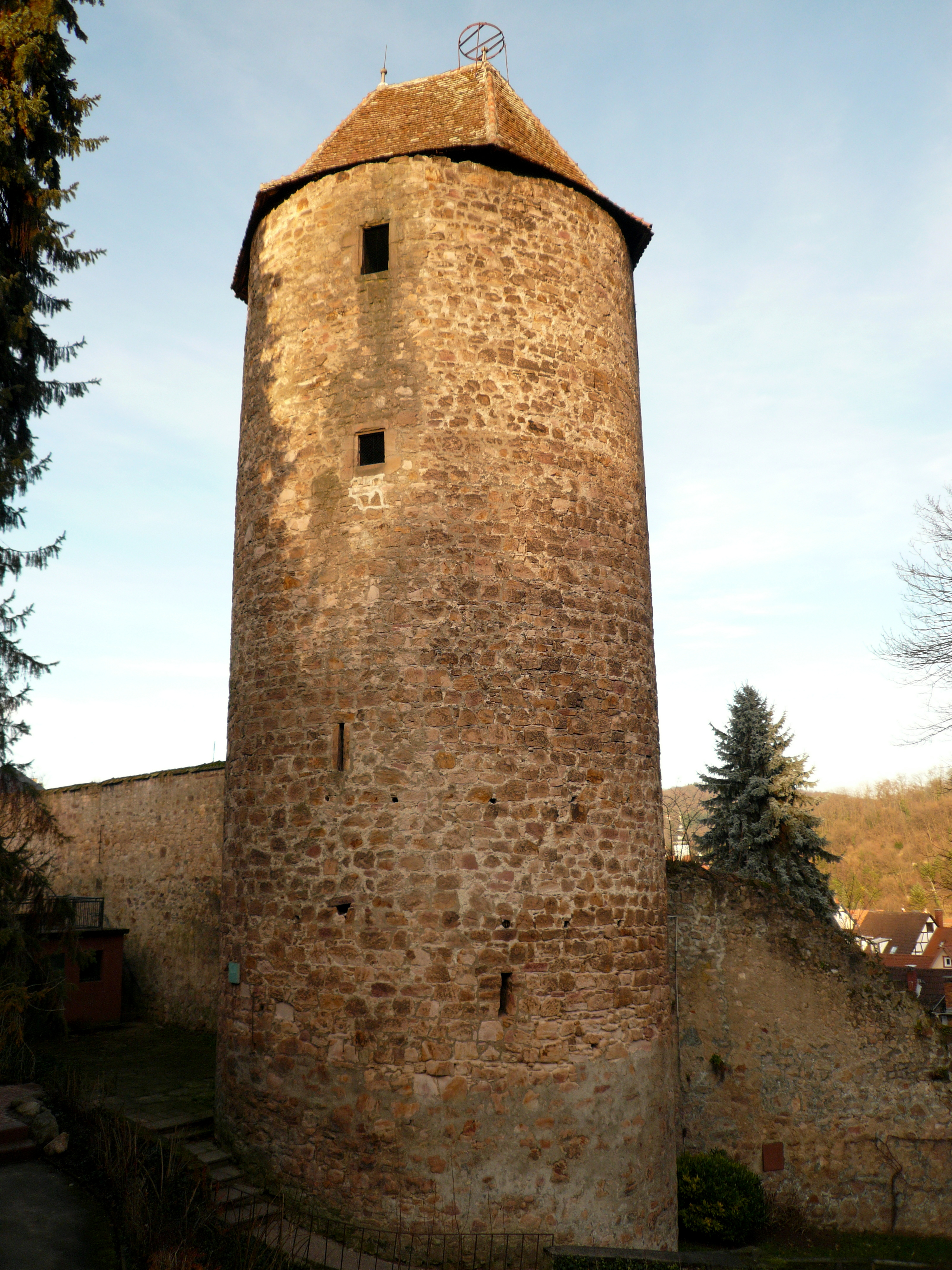
Der sogenannte Blaue Hut, ein zur ehemaligen Stadtbefestigung gehöriger Turm aus der Zeit um 1300

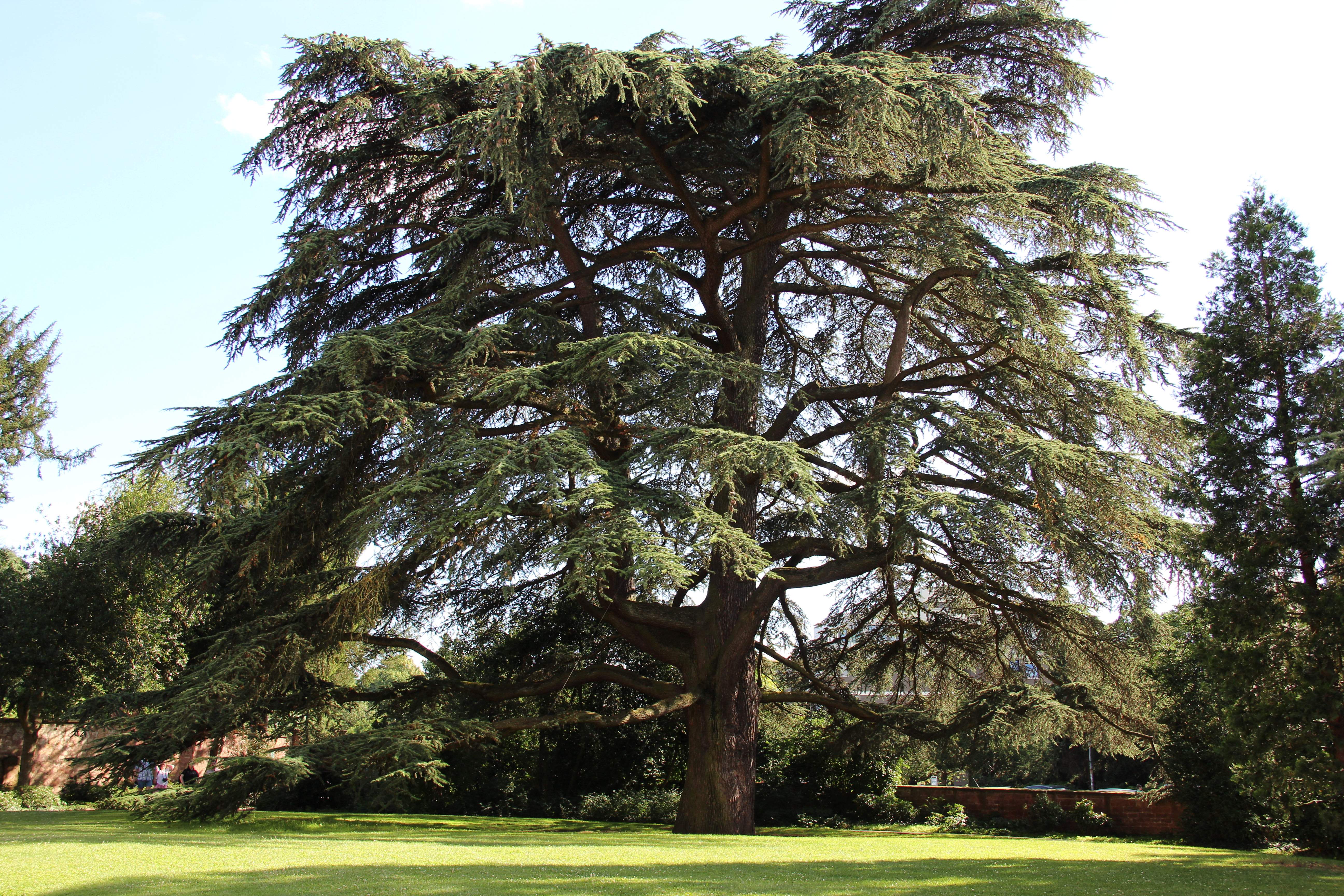
Libanon-Zeder im Schlosspark von 1835

### Museum
Das Museum der Stadt Weinheim im ehemaligen Amtshaus des Deutschen Ordens zeigt Exponate aus Weinheim und Umgebung: Archäologie aus vorgeschichtlicher bis in die Merowinger-Zeit mit dem sogenannten Nächstenbacher Bronzefund aus 76 Alltagsgegenständen aus der Urnenfelderzeit als Höhepunkt, mittelalterliche Siedlungs- und neuzeitliche Sozialgeschichte Weinheims sowie zeitgenössische Werke regionaler Künstler.

### Musik
Weinheim hat einen über die Region hinaus bekannten Jazz Club. Seit 1984 besteht „Muddy’s Club – Blues und Jazzclub Weinheim“. Der Club hat sein Domizil unter der Stadtbibliothek. Im Club spielten u. a. Willie Littlefield, Art Farmer, Silvia Droste, Rose Nabinger und Angela Brown.
Einige Meter entfernt in einem alten Schulgebäude befindet sich das „Café Central“, welches es seit 1995 gibt. Dort finden mehrmals pro Woche Konzerte statt, unter anderem wird jedes Jahr ein Newcomer-Wettbewerb abgehalten. Künstler aus den Bereichen Rock, Heavy Metal, Hiphop und Reggae spielten im „Café Central“, darunter Die Ärzte, Silbermond, K.I.Z, Absolute Beginner, Samy Deluxe und Cro (Rapper).
1995 wurde das von den Weinheimern Fritz Metz und Werner Wiegand komponierte und getextete und von Hans Todt inszenierte Musical Glasnost in der Weinheimer Stadthalle uraufgeführt.
Ursprünglich für drei Aufführungen konzipiert, entwickelte das Musical eine eigene Dynamik, aus der sich drei Aufführungen in Moskau 1996, zahlreiche weitere Aufführungen in Weinheim und ein deutsch-russischer Schüleraustausch entwickelten. Das Musical ist bis heute im kulturellen Leben der Stadt präsent.

### Bauwerke
Am steil abfallenden historischen Marktplatz sind das Alte Rathaus von 1557, der Marktbrunnen und die Löwenapotheke vom Beginn des 17. Jahrhunderts besonders sehenswert.
Hier befinden sich auch die evangelische Stadtkirche von 1731 und die 1913 erbaute katholische St.-Laurentius-Kirche. Die evangelische Peterskirche an der Weschnitz von 1912 ist in neoromanischem Jugendstil erbaut und ersetzte einen Vorgängerbau an derselben Stelle. In der Weststadt steht die Markuskirche von 1957 mit großflächigen Bildglaswänden.
Von der ehemaligen Stadtbefestigung sind noch größere Teile der Stadtmauer, das Obertor sowie von den Befestigungstürmen der Blaue Hut, der Hexenturm und der Rote Turm erhalten.
Die zwei Burgen, die Burgruine Windeck und die Wachenburg, letztere erbaut vom Weinheimer Senioren-Convent (Grundsteinlegung 1907, Bauzeit bis 1928), sind die Wahrzeichen der Stadt.
Das kurpfälzische Schloss (1537) beherbergt heute das Rathaus, das ehemalige Amtshaus des Deutschen Ordens von 1710 das Stadtmuseum.
Das Gerberbachviertel im Tal des Grundelbaches ist ein weitgehend geschlossenes und umsichtig restauriertes spätmittelalterliches Handwerkerviertel, das mit seinen fränkischen Fachwerkhäusern an gewundenen Gassen zahlreiche romantische Winkel und bau- wie sozialgeschichtlich interessante Aspekte bietet.
Ferner sind zahlreiche Einzelgebäude sehenswert, zum Beispiel die Ulnersche Kapelle, der Büdinger Hof, das Kerwehaus im Gerberbachviertel und das Molitor’sche Haus.
Die 1957 im Stil des Brutalismus erbaute Markuskirche steht seit 1998 unter Denkmalschutz.
Im Ortsteil Oberflockenbach steht die Herz-Jesu-Kirche, die 1957 vom Kirchenarchitekten Albert Boßlet als achteckiger Zentralbau mit Campanile errichtet worden ist, und 2007 zum Kulturdenkmal ernannt wurde. Das Chorbild und die Fenster stammen vom Maler Curd Lessig.
Im Ortsteil Lützelsachsen stehen einige Fachwerkhäuser, von denen das älteste im Jahr 1580 errichtet wurde. Das ehemalige Rathaus entstammt dem 17. Jahrhundert.

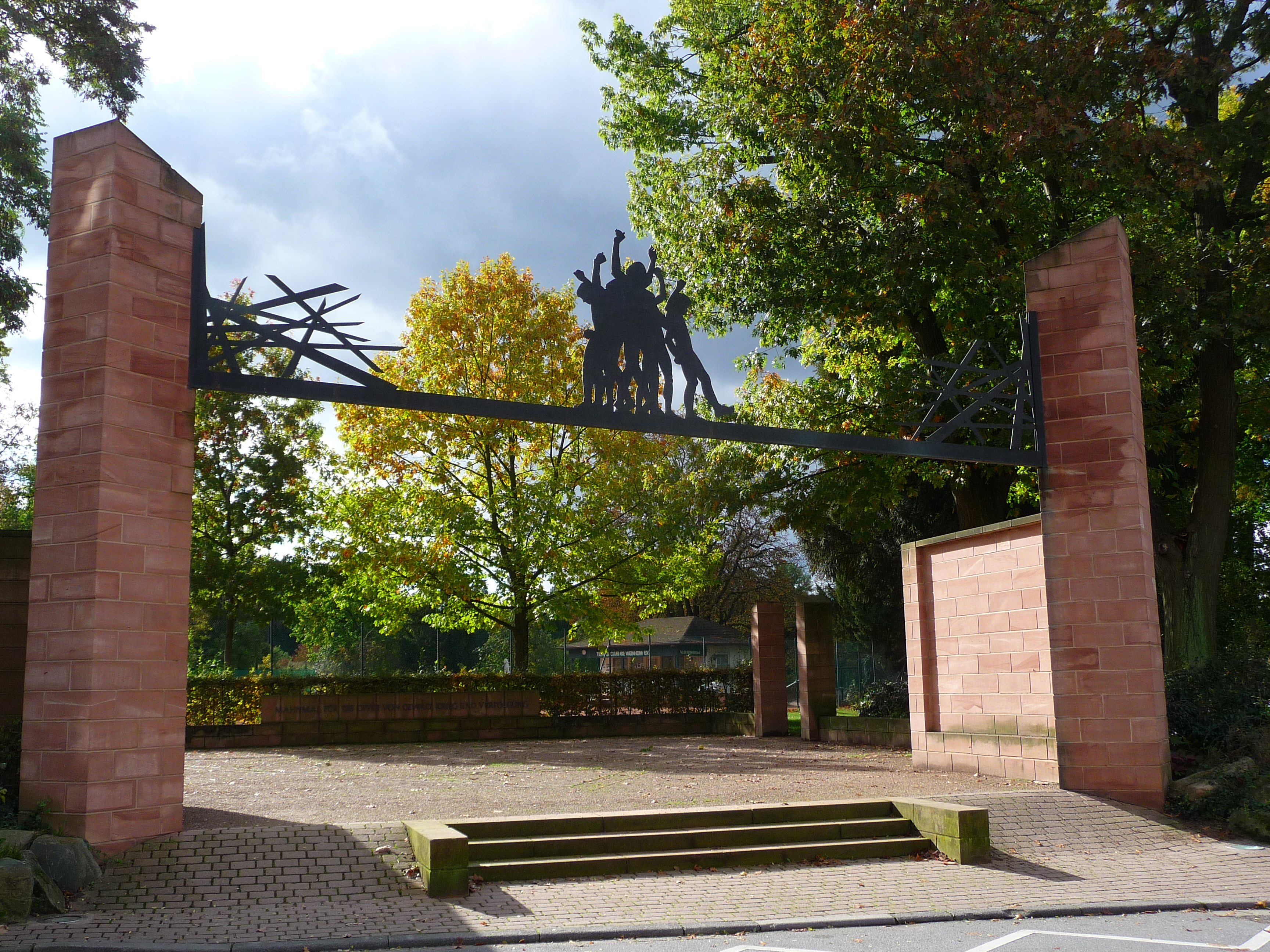
GegenDenkmal: Mahnmal für die Opfer von Gewalt, Krieg und Verfolgung.

Das Kriegerdenkmal an der Bahnhofstraße entstand in der Zeit des Nationalsozialismus. Das 1999 fertiggestellte Gegendenkmal für die Opfer von Gewalt, Krieg und Verfolgung befindet sich in direkter Sichtachse zum Kriegerdenkmal auf der gegenüberliegenden Seite der Bahnhofstraße, am Ende der Ehretstraße. Auf halbem Wege zwischen den beiden Denkmalen stand die 1906 eingeweihte Weinheimer Synagoge, die im Zuge der Reichspogromnacht 1938 von den Nazis gesprengt wurde.

### Parks

#### Schlosspark
In ihm steht eine der größten und ältesten Zedern Deutschlands⊙. Es handelt sich hierbei um eine Libanon-Zeder, die etwa um 1835 gepflanzt wurde und mittlerweile eine Höhe von 23 Meter, einen Kronendurchmesser von 27 Meter und einen Stammumfang von etwa 5,20 Meter besitzt. Auch einige außerordentlich hohe und alte Ginkgobäume⊙ können dort besichtigt werden.

#### Exotenwald
Der Exotenwald in Weinheim ist ein Arboretum mit einer Fläche von rund 60 Hektar und 170 Baumarten. Er schließt sich im Osten an den Schlosspark an und wurde von Freiherr Christian von Berckheim ab 1860 angelegt. Aufgrund des milden Klimas können hier u. a. Götterbäume, japanische Sicheltannen oder auch Atlas-Zedern gedeihen. Der Exotenwald ist besonders für seinen Bestand an Mammutbäumen bekannt, die bis zu 60 Meter Höhe erreichen.

### Sechs-Mühlen-Tal
Im Nordosten Weinheims, entlang des Baches Weschnitz an der Birkenauer Talstraße, erstreckt sich das historische Sechs-Mühlen-Tal mit folgenden Mühlen:
- Carlebachmühle
- Kinscherf’sche Mühle
- Obere Fuchs’sche Mühle
- Untere Fuchs’sche Mühle
- Hildebrand’sche Obere Mühle
- Hildebrand’sche Untere Mühle

### Weitere Sehenswürdigkeiten
- Schau- und Sichtungsgarten Hermannshof
- Rodensteiner-Brunnen, Jugendstilbrunnen von 1903 aus rotem Sandstein
- Wachenberg: Schon von weitem sichtbar ist der große Steinbruch des Wachenbergs am Ausgang des Birkenauer Tals. Hier wird Quarzporphyr abgebaut.[51]
- Geopark-Pfad „Steine, Schluchten, Sagen“ in Oberflockenbach und Rippenweier
- Mittelalterliches Silber- und Bleibergwerk Grube Marie in der Kohlbach, der Tagstollen ist als Besucherbergwerk ausgebaut.
- Im Stadtgebiet selbst, aber auch im Umland finden sich einige Spuren mittelalterlichen Bergbaus, siehe auch Liste von Bergwerken im Odenwald.

### Freizeit- und Sportanlagen
- Hector-Sport-Centrum (Kindersportschule der TSG Weinheim)
- Sepp-Herberger-Stadion
- Hallenbad Weinheim – HAWEI (Stadtwerke Weinheim GmbH)
- Waldschwimmbad (auch TSG Turnerbad)
- Strandbad Waidsee
- Miramar Freizeitzentrum (Erlebnisbad mit Wasserrutschen und Saunen)
- Sport- und Bewegungszentrum (mit Hallenbad, TSG-Halle, Beachvolleyball)
- Hallenbad Hohensachsen
- Athletik Club Sportpark
- Segelflugplatz in der Altau
- TSG Waldstadion
- Reitanlage des RuF Weinheim
- Schießsportanlage des Sportschützenverein Weinheim
- DAV Kletterzentrum Weinheim

### Sport
Mit dem AC Weinheim und der TSG Weinheim, zu der das American-Football-Team Weinheim Longhorns gehört, sind hier die beiden mitgliederstärksten Sportvereine Nordbadens beheimatet. Die 1906 gegründete Sektion Weinheim/Bergstraße des Deutschen Alpenvereins, die das DAV-Kletterzentrum Weinheim betreibt, ist mit über 3.000 Mitgliedern die der drittgrößte Verein der Stadt. Der TTC 1946 Weinheim spielt mit seiner Frauenmannschaft in der Tischtennis-Bundesliga. Der Tanzsportverein TSG Badenia Weinheim ist in der Saison 2024/2025 mit einer Lateinformation in der 1. Bundesliga Latein vertreten. Außerdem ist Weinheim die Heimat des Radsportteams Team Bergstraße, des Faustballvereins TV 1920 Wünschmichelbach, des Motorsportclubs MSC-Oberflockenbach sowie des Sportschützenvereins Weinheim. Des Weiteren ist auf dem Segelflugplatz Weinheim in der Altau etwa fünf Kilometer nordwestlich des Stadtzentrums der Luftsportverein Weinheim 1932 e. V. ansässig. Bundesweit bekannt wurde Weinheim, als der FV 09 Weinheim am 4. August 1990 den Fußball-Rekordmeister FC Bayern München mit einem 1:0-Sieg aus der ersten DFB-Pokalrunde warf.

### Regelmäßige Veranstaltungen
- März: Sommertagszug

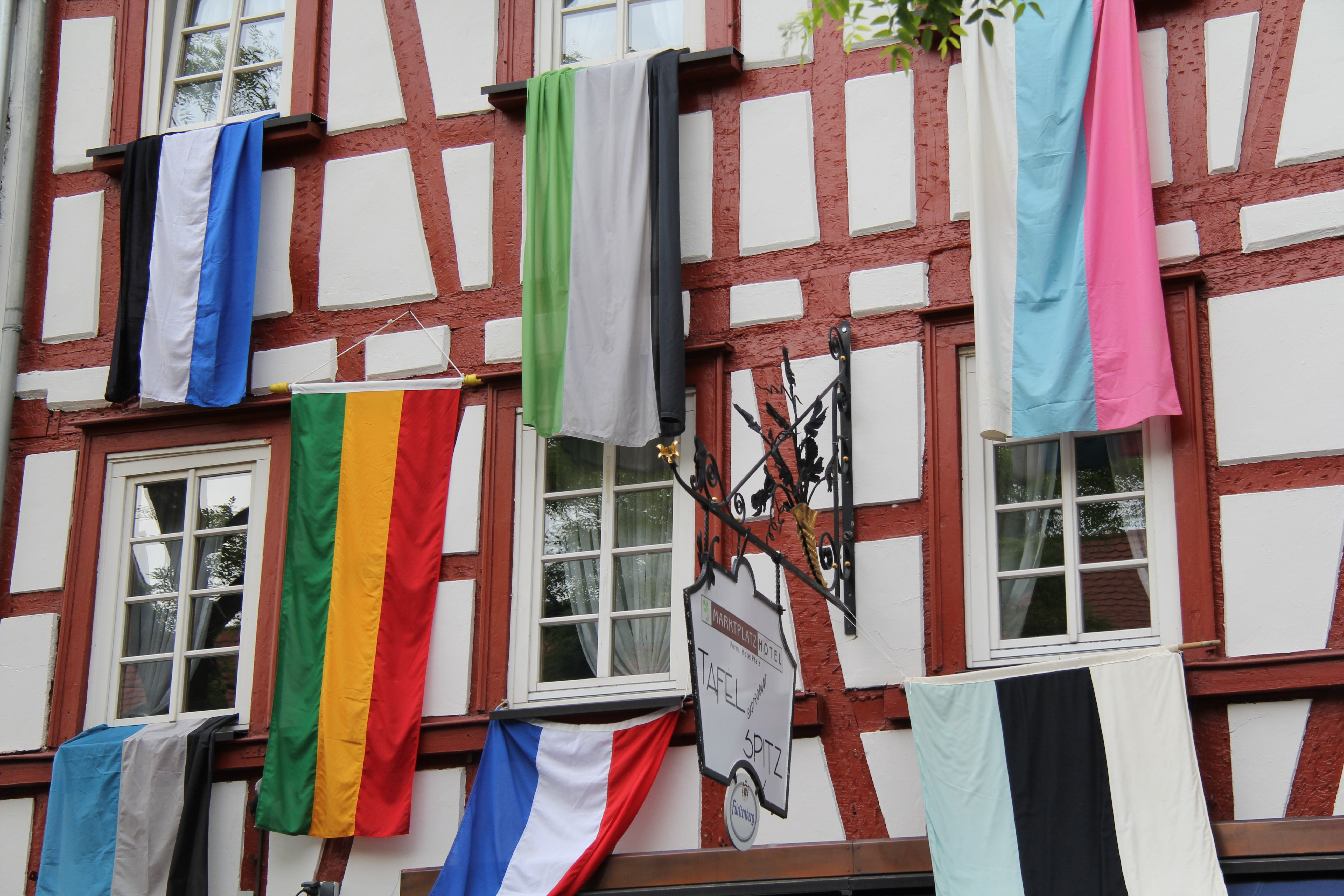
Fahnenschmuck während einer WSC-Tagung

- Mai/Juni (am Himmelfahrtswochenende): Tagung des Weinheimer Senioren-Convents
- Juni: Ochsenfest des Vereins Landerlebnis Weinheim e. V.
- Juni–August: Weinheimer Kultursommer
- Juni: Scheuerfest in Ritschweier, „Ochsenfest“ auf dem Bauernhof Großhans[53]
- Juli: Weinheimer Abendkriterium
- Mai–September: Kerwe in Rippenweier, Sulzbach, Lützelsachsen, Oberflockenbach und Hohensachsen
- August (zweites Augustwochenende): Weinheimer Kerwe (Freitag bis Montag)
- Oktober: Bergsträßer Winzerfest in Lützelsachsen

## Wirtschaft und Infrastruktur

### Wirtschaft
Weinheim liegt in der Metropolregion Rhein-Neckar, welche die siebtstärkste Wirtschaftsregion in Deutschland ist.
Die Stadt ist Hauptsitz von Freudenberg, ein Zulieferer verschiedener Branchen, wie der Automobil-, der Maschinenbau-, Textil-, Bau- und Telekommunikationsindustrie. Allgemein bekannte Produkte sind die Vileda-Reinigungsartikel und der Simmerring. Weitere Unternehmen, deren Hauptsitz in Weinheim ist, sind nora systems, der Fachverlag Wiley-VCH, die international tätige Naturin Viscofan GmbH – eine Tochter des Viscofan-Konzerns – und die Logistikgruppe Trans-o-flex Express.

### Verkehr

#### Straßenverkehr
Weinheim liegt verkehrsgünstig an der Bundesautobahn 5 Frankfurt–Karlsruhe, bei der am Weinheimer Kreuz die A 659 nach Viernheim und Mannheim beginnt. Weiterhin führen die Bundesstraßen 3 und 38 durch Weinheim, die jeweils durch Umgehungsstraßen ausgebaut sind. 1999 wurde der 2,7 Kilometer lange Saukopftunnel eingeweiht, der Weinheim mit Birkenau verbindet.

#### Öffentlicher Personenverkehr

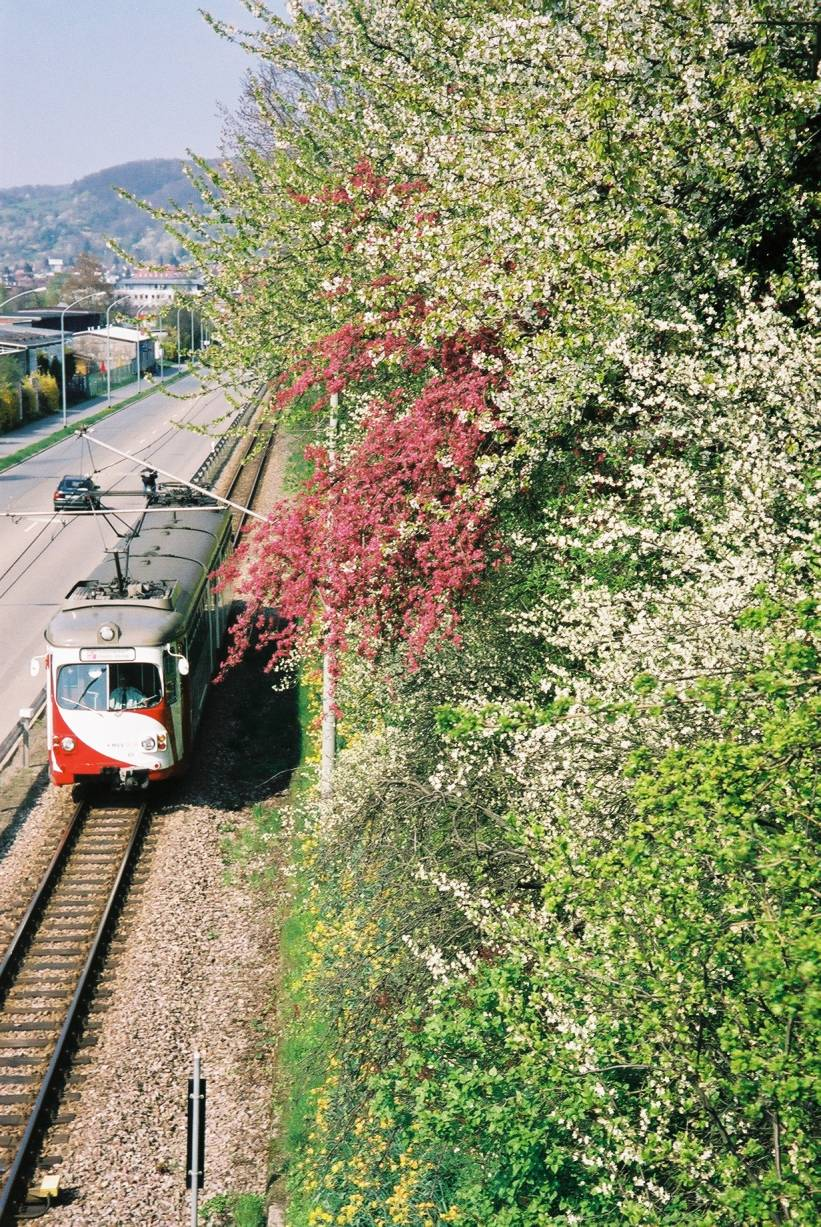
Oberrheinische Eisenbahn

Seit 1846 hat Weinheim durch den Bahnhof Weinheim – heute mit ICE/IC/EC-Halt – Anschluss an die Bahnstrecke Frankfurt am Main–Heidelberg. Die Linie 5 der Rhein-Neckar-Verkehr GmbH (ehemals Oberrheinische Eisenbahn Gesellschaft AG), eine als moderne Stadtbahn ausgebaute Schmalspurbahn, verbindet Weinheim auch mit den kleineren Orten entlang der Bergstraße bis Heidelberg, sowie mit Viernheim und Mannheim. Weiterhin ist Weinheim Ausgangspunkt der Weschnitztalbahn nach Fürth im Odenwald, von der die Überwaldbahn nach Wald-Michelbach abzweigte, sowie der ehemals bis Worms führenden Bahnstrecke Weinheim–Viernheim (derzeit ohne Verkehr).
Mit Mannheim ist ein ICE-Knotenpunkt ganz in der Nähe sowie der Flugplatz Mannheim City. Der internationale Flughafen Frankfurt Main ist innerhalb von ca. 40 Min. per Bahn und Auto erreichbar. Um die Landeshauptstadt Stuttgart zu erreichen, benötigt man mit dem Auto ca. 1,5 Stunden und mit dem InterCity 55 min. Karlsruhe ist in ca. 50 Min. erreichbar.
In Weinheim verkehren insgesamt sieben Stadtbuslinien, wovon sechs durch die Weinheimer Busunternehmen GmbH (WEBU), eine Tochter der Stadtwerke Weinheim, betrieben wurden. Diese erschließen auch die nördlichen Nachbargemeinden Hemsbach und Laudenbach. Der „Zweiburgenbus“ verkehrt als Ausfluglinie sonntags zu den beiden Weinheimer Burgen Windeck und Wachenburg. Zentraler Umsteigepunkt im Stadtnetz ist der Hauptbahnhof. Die WEBU verfügte über keine eigenen Busse, sondern beauftragte die vBus GmbH, eine Tochter der Rhein-Neckar-Verkehr GmbH, mit der Fahrleistung. Im Jahr 2014 wurde ein neues Linienkonzept eingeführt. Seit Dezember 2018 werden die Stadtbuslinien vom BRN betrieben. Der BRN hat hierfür 13 neue Busse beschafft.
Die eingemeindeten Odenwaldstadtteile werden durch eine Linie der Verkehrsgesellschaft Gersprenztal bedient. Zusätzlich verkehren Regionalbuslinien in die von Weinheim ausgehenden Odenwaldtäler.
Weinheim gehört zum Tarifgebiet des Verkehrsverbunds Rhein-Neckar (VRN). Für Fahrten Richtung Darmstadt und Frankfurt gelten zudem die Tarife des Rhein-Main-Verkehrsverbunds (RMV). Das Hessenticket gilt auch in Weinheim, da Teile Hessens wie Viernheim und das Weschnitztal nur über Weinheim per Bahn mit dem Rest Hessens verbunden sind.

#### Radverkehr
Durch Alltagsrouten aus dem Radnetz Baden-Württemberg ist Weinheim
- über Hirschberg an der Bergstraße (Ortsteile Großsachsen und Leutershausen), Schriesheim und Dossenheim mit Heidelberg,
- mit Viernheim und
- über den Stadtteil Sulzbach und über Hemsbach und Laudenbach Richtung Heppenheim verbunden.

Durch Weinheim verläuft als Landes-Radfernweg der Badische Weinradweg. Er führt von Grenzach-Wyhlen am Hochrhein nach Laudenbach, dabei werden sieben der neun badischen Weinanbaugebiete untereinander verbunden. Die Route verläuft von Heidelberg über Hirschberg und die Stadtteile Hohensachsen und Lützelsachsen nach Weinheim und weiter über den Stadtteil Sulzbach-West und über Hemsbach nach Laudenbach.
Weinheim ist Mitglied der AGFK (Arbeitsgemeinschaft Fahrrad- und Fußverkehrsfreundlicher Kommunen) in Baden-Württemberg.

### Medien
In Weinheim erscheinen als Tageszeitung die Weinheimer Nachrichten und eine Regionalausgabe der Rhein-Neckar-Zeitung (Weinheimer Rundschau).
Früher sendete Radio Wachenburg aus Weinheim (heute nach mehrfacher Umstrukturierung: Radio sunshine live, Mannheim).

### Öffentliche Einrichtungen
Weinheim ist Sitz eines Amtsgerichts, das zum Landgerichtsbezirk Mannheim gehört, und eines Finanzamts. Darüber hinaus hat das Landratsamt Rhein-Neckar-Kreis mehrere Außenstellen (u. a. mit Kfz-Zulassungsstelle, Forst- und Sozialamt). Auch gibt es ein Polizeirevier. Der Medizinische Dienst der Krankenversicherung Baden-Württemberg hat einen Sitz in Weinheim und es gibt hier ein Kreiskrankenhaus, heute GRN-Klinik Weinheim, sowie das GRN-Betreuungszentrum Weinheim.
Die Stadt ist Sitz des Kirchenbezirks Ladenburg-Weinheim der Evangelischen Landeskirche in Baden und des Dekanats Heidelberg-Weinheim des Erzbistums Freiburg.

### Bildung

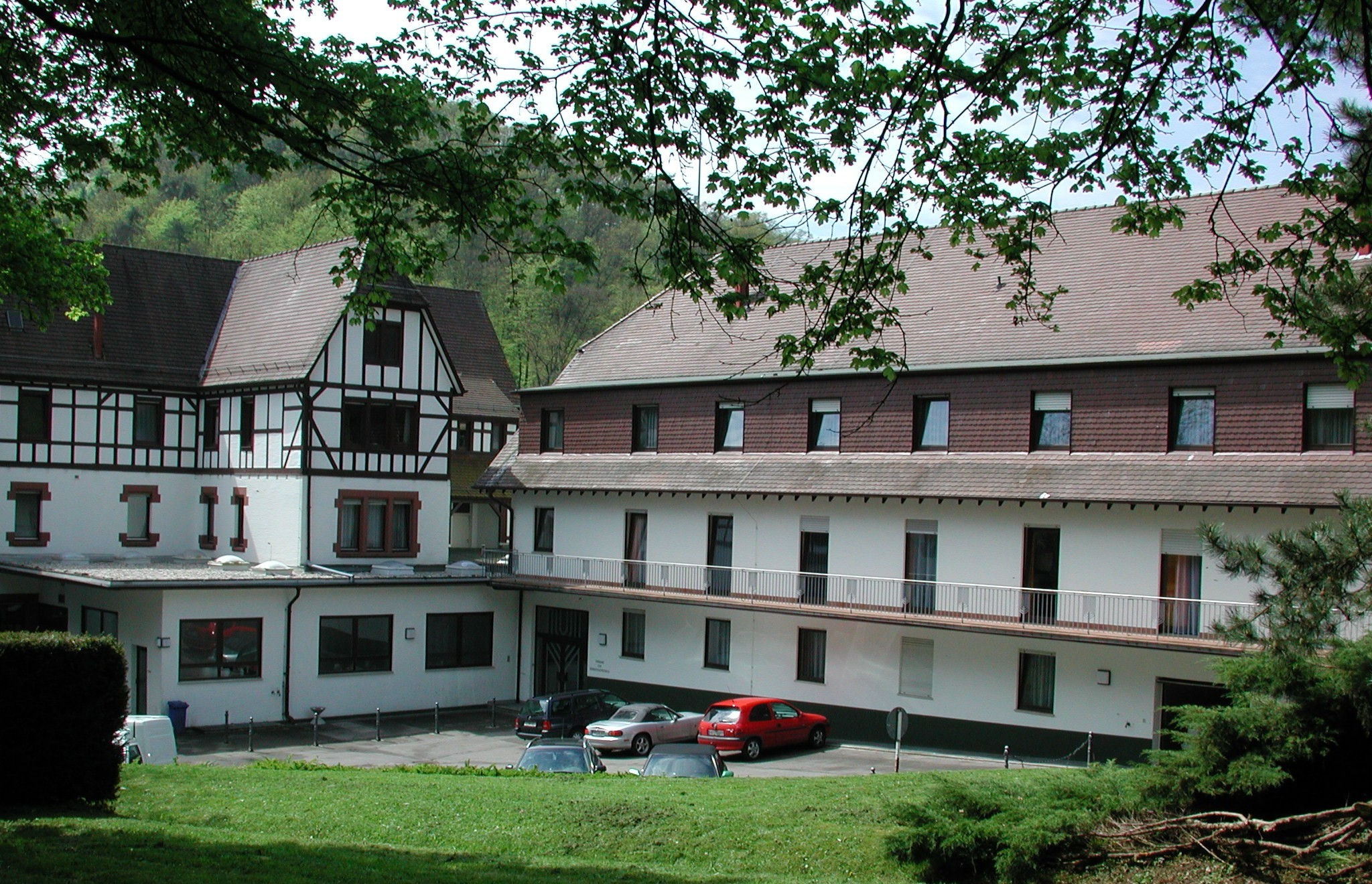
Akademie Deutsches Bäckerhandwerk Weinheim

Weinheim hat drei allgemeinbildende Gymnasien (Werner-Heisenberg-Gymnasium, Dietrich-Bonhoeffer-Schule und ein Privatgymnasium), zwei Realschulen (Friedrich-Realschule und Dietrich-Bonhoeffer-Schule), die Johann-Sebastian-Bach-Schule (Sonderpädagogisches Bildungs- und Beratungszentrum mit dem Förderschwerpunkt Lernen) und mehrere Grund- und Werkrealschulen, nämlich Albert-Schweitzer-Grundschule, Carl-Orff-Grundschule, Friedrich-Grundschule, Grundschule Lützelsachsen, Grundschule Rippenweier, Pestalozzi-Grundschule, Sepp-Herberger-Grundschule Hohensachsen, Theodor-Heuss-Grundschule Oberflockenbach, Wald-Grundschule, Karrillon-Hauptschule mit Werkrealschule sowie Dietrich-Bonhoeffer-Schule.
Der Rhein-Neckar-Kreis ist Träger der drei Weinheimer beruflichen Schulen, der Johann-Philipp-Reis-Schule mit Wirtschaftsgymnasium (Kaufmännische Schule), der Hans-Freudenberg-Schule mit Technischem Gymnasium (Gewerbliche Schule), der Helen-Keller-Schule (Schule für Hauswirtschaft, Sozialwesen und Erziehungswissenschaften) sowie der Maria-Montessori-Schule (Sonderpädagogisches Bildungs- und Beratungszentrum mit Förderschwerpunkt geistige Entwicklung). Darüber hinaus besteht die private Peter-Koch-Schule (Sonderpädagogisches Bildungs- und Beratungszentrum mit dem Förderschwerpunkt emotionale und soziale Entwicklung).
Seit 1938 ist Weinheim Sitz der Akademie Deutsches Bäckerhandwerk Weinheim (frühere Bezeichnung: Bundesfachschule des Deutschen Bäckerhandwerks) als zentraler Fortbildungseinrichtung des Deutschen Bäckerhandwerks, die von allen Landesinnungsverbänden und dem Zentralverband des Deutschen Bäckerhandwerks getragen wird. Hier wurde u. a. die Weinheimer Brotsprache entwickelt, die als Genussbeschreibung für Brot weite Verbreitung gefunden hat.
Die Studenteninitiative für Kinder, die sozial benachteiligten Kindern und Jugendlichen in Kinderheimen und Schulen bundesweit kostenlose Nachhilfe anbietet, hat ihren Sitz ebenfalls in Weinheim.
Ferner gibt es 27 Kindergärten, eine Volkshochschule, eine Musikschule und eine Stadtbibliothek.

## Persönlichkeiten

### Ehrenbürger
Die Stadt Weinheim hat folgenden Personen das Ehrenbürgerrecht verliehen:
- 1894: Carl Johann Freudenberg, Geheimer Kommerzienrat
- 1904: Erhard Bissinger, Generalkonsul
- 1913: Aute Bode, Bauunternehmer, Oberingenieur, Initiator des Baus der Wachenburg
- 1918: Hermann Ernst Freudenberg, Geheimer Kommerzienrat
- 1922: Georg Friedrich Vogler, stellvertretender Bürgermeister
- 1923: Adam Karrillon, Arzt und Schriftsteller
- 1928: Emil Hartmann, Bauingenieur[58]
- 1928: Arthur Wienkoop, Architekt der Wachenburg
- 1933: Paul von Hindenburg, Reichspräsident[59]
- 1933: Adolf Hitler, Reichskanzler (1945 widerrufen)[59]
- 1933: Robert Wagner, NSDAP-Gauleiter (1945 widerrufen)[59]
- 1933: Walter Köhler, badischer Ministerpräsident (1945 widerrufen)[59]
- 1940: Georg Peter Nickel, Landwirt
- 1949: Richard Freudenberg, Fabrikant
- 1953: Hans Freudenberg, Fabrikant
- 1954: Sepp Herberger, Diplom-Sportlehrer, Trainer der Fußball-Weltmeistermannschaft von 1954, lebte bis zu seinem Tod im eingemeindeten Ortsteil Hohensachsen
- 1962: Wilhelm Brück, Oberbürgermeister
- 1986: Theo Gießelmann, Oberbürgermeister
- 2004: Dieter Freudenberg, Fabrikant
- 2004: Wolfgang Daffinger, Bürgermeister, Landtagsabgeordneter
- 2005: Uwe Kleefoot, Oberbürgermeister
- 2011: Hans-Werner Hector, Mäzen
- 2011: Josephine Hector, Mäzenin
- 2023: Ingrid Noll, Schriftstellerin

### Söhne und Töchter der Stadt
- Michael Herrlich (1539–1609), Benediktiner, Abt von Stift Göttweig, Niederösterreich
- Friedrich Ortlep (1566–1637), Jurist, braunschweig-wolfenbüttelscher Gerichtssekretär, Notar und Buchautor
- Marcus Gualtherus (ca. 1580–1642), Rektor in Kampen und als Glaubensflüchtling Stadtsekretär in Friedrichstadt
- Heinrich Hübsch (1795–1863), Architekt, badischer Oberbaurat
- Wilhelm Hübsch (1804–1866), badischer Oberamtmann
- Heinrich Will (1812–1890), Chemiker und Hochschullehrer
- Heinrich Leonhard (1813–1878), geboren in Sulzbach, Architekt
- Karl Seidenadel (1829–1894), Übersetzer griechischer Dichtungen
- Philipp Bickel (1829–1914), baptistischer Theologe und Publizist
- August Wolf (1842–1915), Maler
- August Bender (1847–1926), Chemiker und Unternehmer
- Valentin Müller (1856–1919), im Ortsteil Ritschweier geborener Landwirt und Mitglied des Deutschen Reichstags
- Hugo von Babo (1857–1924), Chef des Großherzoglichen Geheimen Kabinetts im Großherzogtum Baden
- Friedrich Kempf (1857–1932), Freiburger Münsterbaumeister
- Philipp Fuchs (1859–1931), Jurist, Verwaltungsbeamter und Richter
- Wilhelm Platz (1866–1929), Unternehmer und Schriftsteller
- Gustav Bechtold (1876–1951), badischer Oberamtmann und Landrat
- Wilhelm Freudenberg (1881–1960), Archäologe
- Ernst Freudenberg (1884–1967), Kinderarzt, Ordinarius für Kinderheilkunde in Marburg und Basel
- Karl Freudenberg (1886–1983), Chemiker, Direktor des Chemischen Instituts der Universität Heidelberg
- Heinrich Stoll (1891–1937), Jurist und Rechtshistoriker
- Richard Freudenberg (1892–1975), DDP-Landesvorsitzender, MdB, langjähriger Stadtrat und Wohltäter der Stadt
- Adolf Freudenberg (1894–1977), Jurist, Diplomat und evangelischer Pfarrer
- Jakob Hering (1894–1986), Politiker, Landtagsabgeordneter
- Walter Köhler (1897–1989), Politiker (NSDAP), Landtagsabgeordneter, Ministerpräsident von Baden
- Erwin Linder (1903–1968), Schauspieler und Synchronsprecher
- Wilhelm Büche (1906–1980), Politiker (KPD), Abgeordneter des Badischen Landtags
- Emil Wegmann (1906–1987), Landtagsabgeordneter der SPD in Baden-Württemberg
- Hermann Berg (1911–1988), Geistlicher, Domdekan in Mainz und Apostolischer Protonotar
- Wilhelm Sebastian (1903–1978), Automobilrennfahrer und Rennmechaniker
- Karl Henn (1917–2007), Jurist
- Erhard Junghans (1925–2005), Politiker (CDU), ehemaliger Abgeordneter des Landtags von Baden-Württemberg
- Dieter Freudenberg (1926–2010), Unternehmer und Stiftungsgründer
- Wolfgang Daffinger (1927–2013), Politiker (SPD), ehemaliger Abgeordneter des Landtags von Baden-Württemberg
- Günter Emig (1929–2022), Geistlicher, Domkapitular des Bistums Mainz und Miterfinder der Sozialstation in Deutschland
- Heinz Schmitt (* 1933), Bibliothekar und Autor
- Hartmut K. Lichtenthaler (* 1934), Botaniker und Hochschullehrer
- Werner Andreas Albert (1935–2019), Dirigent
- Norbert Egger (* 1939), Jurist und Kommunalpolitiker, Erster Bürgermeister der Stadt Mannheim
- Annerose Münch (* 1939), Florettfechterin
- Manfred Sutter (1943–2012), Politiker (CDU), Abgeordneter des Hessischen Landtags, Staatssekretär
- Otto Herz (1944–2024), Reformpädagoge, Psychologe und Autor
- Robin Kähler (* 1946), Sportwissenschaftler und Hochschullehrer
- Walter Müller (* 1948), Manager und Fußballfunktionär
- Uli Sckerl (1951–2022), Politiker (Bündnis 90/Die Grünen), Abgeordneter des Landtags von Baden-Württemberg
- Franz Petermann (1953–2019), Psychologe und Professor für Klinische Psychologie an der Universität Bremen
- Hubert Quick (1954–2019), Bauingenieur für Geotechnik und Professor h. c. an der TU Darmstadt
- Heiner Bernhard (* 1957), Jurist und Politiker (SPD), von 2002 bis 2018 Oberbürgermeister der Stadt Weinheim an der Bergstraße
- Frank Röth (* 1959), Schauspieler und Synchronsprecher
- Georg Pommer (* 1958), Musikalischer Direktor im Circus Roncalli, Komponist und Pianist
- Hans-Peter Makan (* 1960), Fußballspieler
- Oliver Lepsius (* 1964), Rechtswissenschaftler und Hochschullehrer
- Christian Eckert (1965), Jazzmusiker
- Ralf Kohl (* 1965), Fußballspieler
- Stefan Kornelius (* 1965), Journalist und Publizist
- Michael Jäger (* 1966), Schauspieler
- Heidi Mohr (1967–2019), Fußballspielerin
- Ralf Sonn (* 1967), Hochspringer
- Susanne Stoll-Kleemann (* 1969), Geographin und Hochschullehrerin
- Ronja Perschbacher (* 1972), Politikerin (Die Grünen), ehemalige Abgeordnete des Hessischen Landtags
- Nina Deißler (* 1974), Autorin
- Michael Kotschi (* 1974), Kameramann
- Silvia Felt (* 1977), Triathletin
- Markus Kuhn (* 1986), American-Football-Spieler
- Moritz Laßmann (* 1987), Komponist
- Philipp Schaeper (* 1988), Jazzmusiker, Filmkomponist
- Gerrit Fuß (* 1993), Politiker
- Lucas Matzerath (* 2000), Schwimmer
- Büşra Kuru (* 2001), deutschtürkische Fußballspielerin
- Mats Grupe (* 2003), Handballspieler

### Persönlichkeiten, die in der Stadt gewirkt haben
- Fürst Friedrich Johann Nepomuk zu Schwarzenberg (1774–1795), starb als österreichischer Offizier in der Stadt und hat ein Grabmal in der hiesigen St.-Laurentius-Kirche
- Karl Friedrich Bender (1806–1869), Theologe, Erzieher, Vorsteher der Erziehungsanstalt für Knaben
- Moritz Pfälzer (1869–1936), Rechtsanwalt und Vorsitzender der Jüdischen Gemeinde Weinheim
- Wilhelm Fabricius (1894–1989), Forstwissenschaftler und Schriftsteller, war in Weinheim Forstassessor und Betreuer des Exotenwalds.
- Martin Irle (1927–2013), Sozialpsychologe
- Gerhard Zeitel (1927–1991), Wirtschaftswissenschaftler und Politiker (CDU), unter ordentlicher Professor für Volkswirtschaftslehre in Mannheim und Staatsminister im Saarland, lebte und starb ein Weinheim
- Renate Lepsius (1927–2004), 1972–1987 Bundestagsabgeordnete (SPD), Gründerin des Kunstfördervereins Weinheim
- Ingrid Noll (* 1935), Autorin (u. a. von „Die Apothekerin“), lebt in Weinheim.
- Günter Deckert (1940–2022), Holocaustleugner und Funktionär der NPD, Stadtrat von 1975 bis 1994, erneut seit 2019, lebte in Weinheim.
- Hans Georg Junginger (* 1943), 1996–2009 Landtagsabgeordneter (SPD), lebt in Weinheim.
- Peter Bettermann (1947–2021), 1997–2012 Sprecher des Freudenberg-Konzerns, lebt in Weinheim.
- Jochen Pöhlert (* 1957), Jazz-Gitarrist und Musik-Pädagoge, lebt und arbeitet in Weinheim.
- Fritz Walter (* 1960), Fußballspieler, spielte in seiner Jugend beim FV Weinheim.
- Anke Helfrich (* 1966), Jazz-Pianistin, lebt in Weinheim.
- Markus Kuhn (* 1986), American-Football-Spieler, spielte für die Weinheim Longhorns